# Justin II
Vous lisez un « article de qualité » labellisé en 2025.
Justin II (latin : Flavius Iustinus Iunior Augustus, grec : Φλάβιος Ἰουστίνος ὁ νεότερος) règne sur l'Empire byzantin du 15 novembre 565 à sa mort le 5 octobre 578 ; il est le neveu et successeur de Justinien.
Il occupe d'importantes fonctions sous le règne de son oncle. Bien que l'étendue exacte de son influence ne soit pas connue, celle-ci est suffisante pour lui permettre de s'imposer rapidement sur le trône. Il peut notamment s'appuyer sur sa femme, l'impératrice Sophie, particulièrement influente. D'emblée, il est confronté à la fragilité de l'Empire agrandi par son prédécesseur. En butte à des difficultés économiques et aux conséquences des vagues de peste justinienne, Justin manque de ressources pour consolider les frontières, malgré une politique fiscale parfois qualifiée de rigoureuse. En parallèle, il essaie aussi d'assurer l'unité religieuse de l'Empire mais oscille, à l'égard du monophysisme, entre tolérance, recherche d'unité et répression, sans résultats durables.
Sur le plan extérieur, il tente de mettre fin aux tributs payés aux Avars et aux Sassanides. Cependant, les premiers accroissent leur influence dans la région du Danube, au point de menacer l'Empire alors que leurs alliés, les Lombards, fondent sur l'Italie byzantine tout juste reconquise et encore très fragile. Justin ne peut faire face à cette menace et le royaume lombard s'installe notamment au nord de la péninsule. Quant aux Sassanides, Justin est aux prises avec leur empereur Khosro Ier, dans une rivalité diplomatique qui tourne à l'affrontement militaire à partir de 572, dans lequel les Byzantins se retrouvent rapidement sur la défensive. Face à cette suite de revers, Justin II sombre dans une folie dont l'origine reste mystérieuse mais qui le frappe d'incapacité vers 574. Cette maladie l'oblige à confier le pouvoir à sa femme et à son favori, le césar Tibère, qui lui succède à sa mort, en 578.

## Sources

### Sources primaires

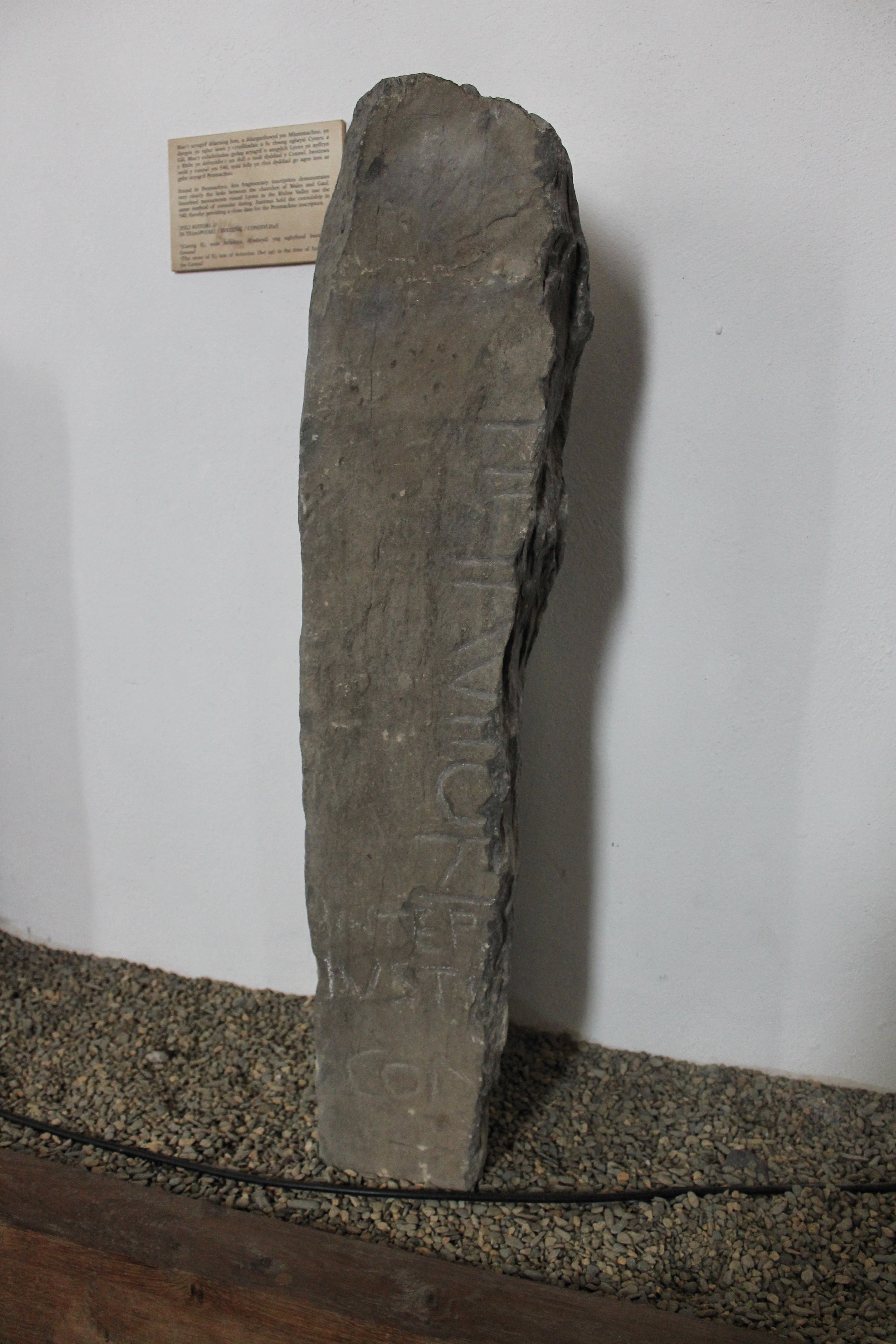
L'inscription dite de Penmachno, découverte au pays de Galles, contient un texte qui mentionne au temps du consul Justin (In te(m)po(re) Iust(ini) con(sulis.. .). Des historiens y ont vu une potentielle référence à Justin II, ce qui attesterait de liens lointains avec l'ancienne Bretagne romaine.

Plusieurs sources permettent d'approcher le règne de Justin II. La chronographie de Ménandre le Protecteur, qui poursuit l'œuvre d'Agathias, souffre de son caractère parcellaire car bien des parties ont disparu. Toutefois, il adopte un biais plutôt favorable à Justin II, minimisant l'impact de la folie qui le frappe et insistant sur son intransigeance face aux ennemis de l'Empire. Le livre V de l’Histoire ecclésiastique d'Évagre le Scolastique est bien plus complet mais présente un biais fortement hostile à Justin II, notamment dans sa gestion des guerres contre les Sassanides, l'accusant d'envies irréalistes de détruire cet adversaire. Il critique aussi sa personnalité, pleine de luxure, d'arrogance et porteuse de sa folie à venir. Autre religieux contemporain de Justin II, Jean d'Éphèse semble avoir pleinement côtoyé la cour impériale et le récit qu'il en tire est particulièrement riche. Mais en raison de ses convictions monophysites, il est aussi hostile à l'empereur et ses écrits doivent donc être pris avec un certain recul. Pour autant, il se distingue d'Évagre par un ton plus compassionnel quant à la maladie qui frappe l'empereur. Des historiens plus ou moins contemporains de Justin, mais dont les travaux ont disparu, ont parfois pu servir de matériaux pour d'autres chroniques, comme ceux de Théophane de Byzance dont l’Histoire ne nous est pas parvenue.
Si Théophylacte Simocatta est principalement connu comme source pour le règne de l'empereur Maurice, son récit débute dès 565 et peut donc être mobilisé pour analyser la politique étrangère de Justin II, même si la chronologie est parfois douteuse. Plus tardif, le récit de Théophane le Confesseur s'appuie grandement sur celui de Jean Malalas pour la période considérée mais s'en détache parfois, notamment dans un sens plus favorable à Justin II dont il loue la piété mais qu'il décrit malgré tout comme autoritaire,. D'autres chroniqueurs qui écrivent plusieurs siècles après la mort de Justin II peuvent être pris en compte, avec des réserves, dès lors qu'ils s'appuient potentiellement sur des textes aujourd'hui perdus, comme les chroniques syriaques de Michel le Syrien ou de Bar Hebraeus.
D'autres sources plus ou moins fiables peuvent être convoquées comme l'Éloge de Justin le Jeune (In laudem Justini minoris) par Corippe, écrivain de langue latine qui livre une sorte de panégyrique en faveur de Justin II à l'occasion de son accession au trône mais souffre des biais propres à ce style littéraire ouvertement favorable à l'empereur. En revanche, il éclaire les événements entourant cette accession. De même que ce texte est l'un des derniers témoignages de ce type de littérature en latin, tout en attestant de l'influence grandissante du christianisme, un poème de Dioscore d'Aphrodité dédié à Justin II est un des derniers exemples de production égyptienne rattachable au genre antique. Là aussi, l'usage de références chrétiennes, pour souligner notamment la piété de l'empereur, symbolisent la christianisation de plus en plus grande de la production littéraire.
Ces écrivains traitent surtout des événements d'Orient. Pour les événements d'Italie, on se référera aux registres du pape Grégoire Ier (590-604) et à l'œuvre de Paul Diacre qui vit sous Charlemagne et qui écrit une Histoire des Lombards (Historia Langobardorum), allant des origines à l'an 744 (mort du roi Liutprand). Ce récit offre donc un éclairage sur les débuts de l'invasion lombarde de l'Italie. On trouve également des remarques sur Justin II chez des auteurs occidentaux comme Grégoire de Tours (Histoire des Francs) et Jean de Biclar (Chronique), permettant de saisir des éléments des relations entre l'Empire byzantin et les royaumes d'Europe occidentale. Dans l'ensemble, Justin II jouit d'une image positive parmi les auteurs occidentaux de son époque, comme Jean de Biclar, vraisemblablement en raison de ses convictions religieuses favorables aux conclusions du concile de Chalcédoine. Ainsi, l'évêque de Poitiers Venance Fortunat loue son orthodoxie religieuse dans le poème qu'il lui dédie en remerciements de l'envoi d'un fragment de la Vraie Croix,. En revanche, Grégoire de Tous, peut-être influencé par des récits byzantins hostiles à Justin II, lui est moins favorable,.
Les pièces de monnaie frappées sous Justin II portent encore des légendes en latin, ce qui porte à croire que cette langue était encore dominante à la cour. Toutefois, s'il faut en croire Corippe, les discours faits devant l'empereur l'étaient en latin ou en grec. Michel le Syrien, auteur plus tardif du XIIe siècle et dont les informations sont souvent fiables, écrit de Justin II qu'il est le « dernier Franc » à gouverner l'Empire romain. Sous la plume d'un auteur de l'époque des Croisades, l'expression peut signifier qu'il est le dernier empereur d'origine latine, ou associé à la latinité, à diriger l'Empire.

### Perspectives modernes
Les études sur le règne de Justin II s'inscrivent plus largement dans la perspective du règne de Justinien, dont la durée et l'ampleur des réalisations tendent à en faire un référentiel majeur de l'histoire byzantine. Successeur immédiat d'un oncle au règne glorieux, Justin II souffre quelque peu de cette ombre. Peu d'études spécifiques à ce personnage historique existent : on trouve une monographie de Kurt Groh qui date de 1889 et un autre ouvrage de Ernst Stein, guère plus récent, puisque publié en 1919. Averil Cameron souligne que ses années de pouvoir sont généralement survolées, laissant l'image d'un empereur peu amène, dont certains choix sont catastrophiques, et qui a sombré dans la folie. Par ailleurs, son règne est souvent inclus dans une analyse plus globale des successeurs directs de Justinien, confrontés à la gestion d'un héritage fragile,.
Dur à son égard, l'historien du XVIIIe siècle Edward Gibbon écrit que « la honte au dehors, la misère au dedans ont marqué les annales de son règne ». Dans son étude, Ernst Stein a un regard plus favorable sur Justin II, dont il estime l'énergie mise à rétablir les finances de l'Empire. En cela, il se distingue d'un Kurt Groh, plus attentif à s'attacher à des épisodes spécifiques du règne, comme l'influence prépondérante de l'impératrice ou le déclin cognitif de l'empereur qu'il rattache à l'idée de déclin de l'Empire après la gloire de Justinien. Il dit ainsi : « Il revient à Justin II le mérite incontestable d’avoir non seulement reconnu le danger pressant dans lequel se trouvait l’Empire, mais aussi tenté avec détermination et énergie de le surmonter ». 
D'autres historiens plus modernes sont également critiques. Warren Treadgold estime que Justin a trop confiance dans les capacités de l'Empire à faire face à ses nombreux défis et ne dispose pas des compétences de son prédécesseur pour le gouvernement. A. H. M. Jones le qualifie de mégalomane et d'irresponsable dans sa diplomatie. Dans l'ensemble, les historiens notent la continuité des politiques de Justin avec celles de son prédécesseur mais surtout les difficultés parfois insurmontables auxquelles il fait face, en particulier financières, qui l'obligent parfois à des prises de décision délicates quand elles ne provoquent pas des crises, en particulier le choix de ne plus payer le tribut aux Sassanides. Michel Kaplan note ainsi la continuité parfaite, jusque dans les difficultés, entre Justinien et Justin.
Averil Cameron se montre bien plus pondérée sur Justin II, estimant que le déclin de son esprit lié à la maladie a affaibli sa réputation. Tout en soulignant le rôle de Sophie, elle estime que Justin est énergique et ambitieux, rude dans sa politique financière, ce qui lui vaut également une mauvaise image, mais actif sur les plans religieux et artistiques et dont la politique extérieure est mésestimée. Elle place aussi le règne de Justin dans une perspective plus large. Si son règne s'inscrit dans une réelle continuité avec celui de Justinien, il ouvre aussi une période de transformations profondes pour l'Empire d'Orient, confirmant l'évanouissement ou la disparition de certains éléments traditionnels de l'Empire romain et voyant le renforcement de menaces qui vont peser sur les décennies à venir de l'Empire, en particulier la reprise des hostilités avec les Sassanides ou la guerre avec les Avars.

## Succession de Justinien

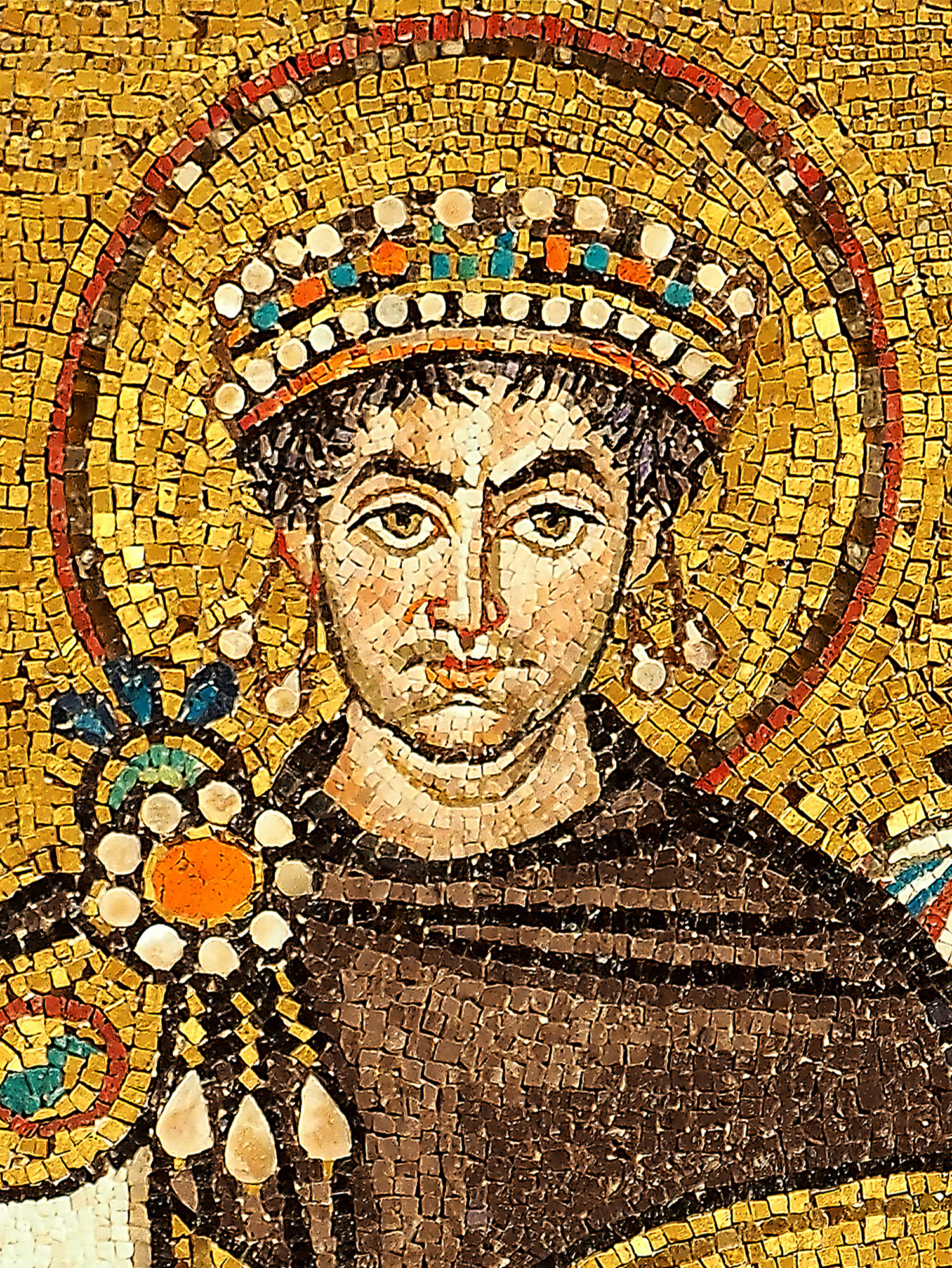
Mosaïque représentant Justinien dans la basilique San Vitale (Ravenne).

### Jeunesse et ascension
Les premières années de la vie de Justin sont nimbées d'un certain mystère. Si le Synopsis Chronike, un texte parfois attribué à Théodore Skoutariotès, est fiable, alors Justin serait né en 511 car il serait mort à l'âge de soixante-sept ans. Toutefois, cette source date du XIIIe siècle et sa véracité reste incertaine. La plupart des historiens reconnaissent qu'il est né avant 520 car Corippe le décrit comme d'âge mûr quand il accède au trône. Sa mère est Vigilantia, la sœur de l'empereur Justinien. Si la famille de celui-ci est mal connue, il est originaire des Balkans, plus précisément de Justiniana Prima, d'une famille de langue latine. L'ascension de Vigilantia est étroitement liée à celle de son frère, adopté par son oncle devenu empereur sous le nom de Justin Ier (r.  518-527), lui aussi d'ascension méconnue et probablement modeste. Quant au père de Justin II, Dulcidius, il n'est connu que de nom, même s'il est, semble-t-il, d'ascendance aisée. Il est probablement mort à l'accession au trône de son fils. À l'instar de sa femme, Sophie, Justin est réputé avoir eu des sympathies pour le monophysisme dans sa jeunesse.
Justin n'est mentionné dans les sources qu'à partir de 552, au moment de la controverse des Trois Chapitres entre Justinien et le pape Vigile, détenu à Constantinople. Il participe à l'ambassade envoyée par l'empereur pour le persuader de rallier la position théologique défendue par Justinien. Il détiendrait alors la fonction de curopalate et aurait précédemment été consul. Toujours lors de cette mission, le pape aurait demandé un deuxième entretien avec Justin quelques mois plus tard, alors que le pape est toujours maintenu sous surveillance à Constantinople. Du fait de cette titulature, notamment la détention du titre de curopalate devenu central dans la hiérarchique aulique d'alors, Justin tiendrait déjà un rôle primordial dans l'entourage de Justinien. D'ailleurs, les autres ambassadeurs sont tous de rangs prestigieux, à l'image du général Bélisaire ou de Pierre le Patrice.
Il est possible que Justin ait détenu un rôle non négligeable dans la sécurité de Constantinople. En sa qualité de curopalate, des historiens comme Ernst Stein lui donnent un rôle de supervision des gardes palatins. En outre, les sources mentionnent sa présence dans la mission d'escorte des Bulgares qui ont accepté de s'éloigner de Constantinople, tandis qu'il participe à la répression d'émeutes urbaines en 562-563. Enfin, en tant que curopalate et membre de la famille impériale, il a pu patronner dès le règne de Justinien un certain nombre d'actions architecturales ou d'aménagements urbains à Constantinople.

### Prise du pouvoir

Carte de l'Empire d'Orient à la mort de Justinien.

Quoi qu'il en soit, ses titres et ses fonctions démontrent une forte présence autant qu'une influence certaine à la cour de Justinien. Son mariage avec Sophie, la nièce de Théodora, l'impératrice régnante, aurait également contribué à le rendre légitime à la succession. Surtout, il a probablement su se bâtir un étroit réseau d'alliances pour consolider ses prétentions. À la mort de Justinien, le 14 novembre 565, la succession ne semble pas avoir été organisée, d'autant que Justinien n'a pas d'enfants. Le déroulement des événements est incertain mais il semble qu'un groupe de courtisans parvient à verrouiller la succession au profit de Justin. Callinique, le praepositus sacri cubiculi présent au moment de la mort de Justinien affirme que ce dernier a proclamé Justin comme son successeur dans ses derniers instants. Cela doit suffire à le faire triompher sur son concurrent le plus direct, un homonyme, le général Justin, fils du cousin de Justinien Germanus. Selon Averil Cameron, cet autre prétendant aurait une plus grande aura mais il est absent de Constantinople, centre du pouvoir, au moment de la mort de son oncle, ce qui le disqualifie au moment décisif. Par ailleurs, ses connexions directes ou ses partisans connus semblent avoir été moins influents que ceux du neveu de Justinien. Dans un article dédié à l'émergence de Justin II, Sihong Lin met en évidence la richesse des liens de celui-ci avec différentes familles de la haute aristocratie byzantine, en particulier au travers des mariages de ses proches parents alors que le fils de Germanus semble bénéficier moins nettement de telles parentés. La sœur de Justin II, Praejecta, épouse d'abord Aréobindus puis un certain Jean, lié à la fille de l'ancien empereur Anastase Ier dont l'entourage reste influent. De même, Marcellus épouse une femme issue de ce lignage,.
Ce degré de connexion de Justin II avec les personnages les plus influents de l'Empire se vérifie juste après le décès de Justinien. Callinique prend avec lui quelques sénateurs et le nouveau patriarche, Jean III Scholastique, et va informer Justin des dernières volontés de son oncle. Justin peut également profiter de sa proximité avec Tibère, un ami qu'il a promu au poste stratégique de chef des Excubites, la garde impériale, ce qui lui garantit le soutien de l'armée. Le Sénat se hâte de sanctionner cette version des faits. Les historiens soulignent régulièrement la rapidité de cette transition, pour réduire le plus possible toute situation de vacance et donc de troubles potentiels,,.
Son seul rival et homonyme, qui sert en Illyrie comme magister militum ne peut rien faire. Selon Évagre le Scholastique, les deux Justin auraient même conclu un pacte avant la mort de Justinien, selon lequel si l'un prenait le pouvoir, il ferait de l'autre le deuxième personnage de l'Empire, sans que la réalité de cet accord ne puisse être définie. Dans un premier temps, une certaine concorde semble s'installer mais le nouvel empereur ne tarde pas à faire relever de son commandement son rival, peut-être sous l'influence de Sophie. Le général Justin est envoyé à Alexandrie où il est exécuté avec deux sénateurs après que des accusations fort douteuses de conspiration ont été portées contre eux,,.

### Cérémonie de proclamation impériale

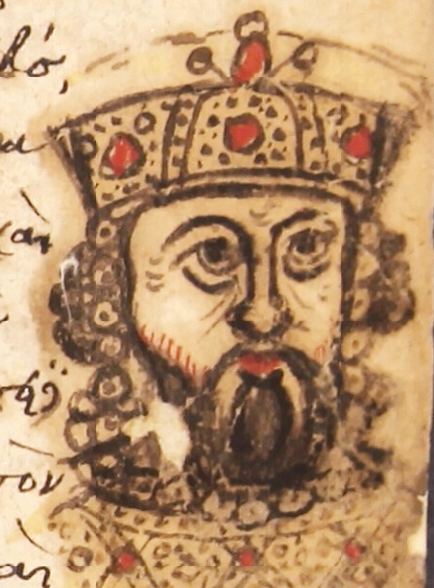
Portrait de Justin dans le Mutinensis gr. 122, manuscrit du XV.

L’accession au trône de Justin II en novembre 565 s’inscrit dans la continuité des traditions palatiales byzantines tout en présentant des particularités notables. Son couronnement intervient dans un contexte marqué par la disparition de Justinien, un règne long et puissant qui rend la transition particulièrement délicate. L’organisation des funérailles impériales et l’investiture du nouveau souverain sont soigneusement mises en scène pour légitimer cette succession.
Selon le récit de Corippe, poète officiel de l’époque, la cérémonie d’accession de Justin II s’articule autour de trois moments clés. D'abord, l’exposition du corps de Justinien, placé sur une civière dorée, paré de ses insignes impériaux, dans le Grand Palais. Ce maintien des symboles du pouvoir sur la dépouille traduit l’idée d’une continuité entre le règne de l’empereur défunt et son successeur. Ensuite, la reconnaissance populaire et sénatoriale : tandis que le peuple de Constantinople se réunit à l’Hippodrome pour acclamer Justin, les dignitaires de l’Empire, notamment le Sénat et les chefs militaires, organisent son intronisation dans le Grand Palais. Enfin, l’investiture proprement dite : Justin reçoit les insignes impériaux, à l’exception du diadème, qu’il ne revêt qu’au moment du couronnement officiel par le patriarche, après avoir été élevé sur le pavois. Le rituel inclut aussi des processions aux églises palatiales de l’archange Michel et de la Vierge, marquant l’association du souverain à la protection divine. Il déclame aussi deux discours, d'abord à l'intention des sénateurs puis depuis la kathisma, au bénéfice du peuple rassemblé dans l'Hippodrome, en présence des factions. Le fait que Justin se présente au peuple à la toute fin, notamment à la suite de son couronnement par le patriarche, impose une sorte de fait accompli. C'est seulement à l'issue de ce cérémonial qu'intervient l'enterrement de Justinien, clôturé par un banquet. Enfin, sept jours plus tard, Justin II reçoit les ambassadeurs étrangers, dans un étalage de luxe que souligne Corippe, dans le but évident d'impressionner les dignitaires venus à sa rencontre.
Ce mode de succession présente des similitudes avec l’intronisation d’Anastase en 491, où le Sénat et l’armée ont reconnu le nouvel empereur avant que les funérailles de Zénon ne soient achevées. Toutefois, contrairement à cette transition relativement fluide, Justin II devait surmonter l’opposition d’une faction favorable à un autre prétendant, Justin fils de Germanus. L’imbrication des funérailles et de l’investiture renforce la nécessité d’une transmission immédiate du pouvoir. Par ailleurs, Justin entend se poser en successeur naturel, ce qui explique peut-être que la cérémonie se tienne majoritairement au Grand Palais et non à l'Hippodrome et au sein de la basilique Sainte-Sophie, à l'instar du propre couronnement de Justinien par son oncle Justin Ier. Cette particularité d'une succession voulue naturelle explique peut-être aussi que Justin revête les insignes impériaux avant le couronnement et l'intronisation proprement dits, à la différence de certains de ses prédécesseurs. De même, la continuité symbolique entre l’ancien et le nouveau règne rappelle le précédent de Constantin Ier (r.  306-337), dont Eusèbe de Césarée rapporte que le corps est conservé au palais après sa mort, et que les dignitaires continuent à lui rendre hommage comme s’il était vivant, jusqu’à la désignation officielle de ses successeurs.
L’avènement de Justin II n'est pas seulement une question de droit dynastique mais aussi une manœuvre politique orchestrée par ses alliés. Enfin, la mise en avant des victoires militaires de Justinien, notamment par l’utilisation de tissus illustrant ses campagnes lors des funérailles, vise à asseoir la légitimité de Justin II en le présentant comme l’héritier naturel de son oncle, garant de la continuité impériale, par-delà une succession potentiellement contestée. Comme pour rappeler sa légitimité, il se nomme à la dignité de consul en 566, renouant avec une tradition quelque peu mise de côté par Justinien,. Il en profite pour célébrer les Fastes consulaires, accordant une remise générale des arriérés d'impôts alors même qu'il a, dès sa prise du pouvoir, remboursé les emprunts forcés de Justinien. Ces marques de générosité sont classiques dans le monde impérial d'alors, pour renforcer la légitimité d'un nouvel arrivant sur le trône. Ce retour à la tradition peut s'interpréter comme le souhait de Justin II de restaurer une forme d'ordre moral. C'est en tout cas ce qui transparaît des textes de propagande impériale d'alors,.
Dernier aspect et non des moindres, la cérémonie de couronnement de Justin II emprunte tout à la fois aux traditions impériales romaines, à l'image de l'élévation sur le pavois mais intègre de plus en plus d'éléments spécifiquement chrétiens, donnant une forte tonalité religieuse à l'événement. Le récit qu'en tire Corippe appuie d'ailleurs la sacralisation de l'empereur, porteur de la lumière divine. En cela, cette cérémonie qui présente la particularité d'être connue en détails, marque une étape vers un rituel impérial rénové. Il est le dernier empereur à être élevé sur le bouclier, rite traditionnel d’investiture d’origine militaire, mais le premier à systématiser une ritualisation religieuse complète de son couronnement, désormais présidé par le patriarche. Cette cérémonie marque une étape vers l’intégration de l’empereur dans l’économie du salut chrétien. Justin II renforce également la dimension liturgique du pouvoir. Il fait intégrer dans la liturgie impériale le titre de « Christ Roi des rois », renforçant la centralité de l’empereur comme médiateur entre Dieu et les hommes. Cette association de l'empereur au divin est confirmée par d'autres éléments du règne de Justin II, en particulier l'image du Christ élevée au sein du Chrysotriklinos ou son souci de restaurer des églises liées à la Vierge Marie.

## Entourage

### La place de Sophie

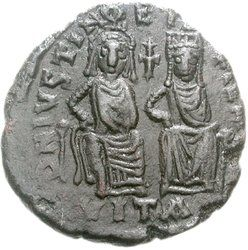
Demi follis battu à Carthage dans les années 570, représentant Justin II et Sophie.

L’impératrice Sophie, épouse de Justin II, a joué un rôle central dans le gouvernement byzantin, dépassant largement le cadre traditionnel réservé aux impératrices. L’étude d’Averil Cameron met en lumière son influence politique, économique et religieuse, ainsi que son rôle décisif lors de la maladie mentale de son époux et dans la transition vers son successeur, Tibère II.
Dès les premières années du règne de Justin II, Sophie participe activement aux grandes décisions. Elle semble avoir un rôle dans la frugalité budgétaire prêtée à Justin II, l'encourageant à ne pas payer le tribut aux Avars. Avec l'inaptitude croissante de Justin, elle prend en charge des actions diplomatiques mais elle est active en matière de politique religieuse assez vite, puisqu'elle est associée aux décisions de son mari. Sophie se distingue ainsi des impératrices précédentes par son rôle exécutif affirmé, apparaissant dans les documents officiels, la monnaie impériale et les inscriptions au même titre que son mari. L'entreprise architecturale de Justin laisse aussi une place importante à Sophie, comme en témoignent les bâtiments nommés en son honneur. Au moment de la maladie de son mari, elle s'oppose frontalement à Tibère, pourtant favori de l'empereur et impose notamment que sa femme ne pénètre pas dans le Palais impérial. Si l'influence de Sophie est certaine et durable, sa relation avec Justin semble compliquée sur le plan sentimental. Du fait du rôle croissant qu'elle occupe dans la direction de l'Empire, avec tout un ensemble de partisans à ses côtés, Sophie constitue le premier exemple d'impératrice byzantine régnante, avec un rôle plus affirmé encore que celui de Théodora, sa tante qui agit plutôt en soutien de Justinien. Ainsi, à la différence de sa tante, Sophie est couronnée Augusta par Justin II.
Par ailleurs, deux enfants sont connus de cette union, une fille du nom d'Arabia qui épouse Baduaire et un fils, Justus, mort avant 565.

### La cour

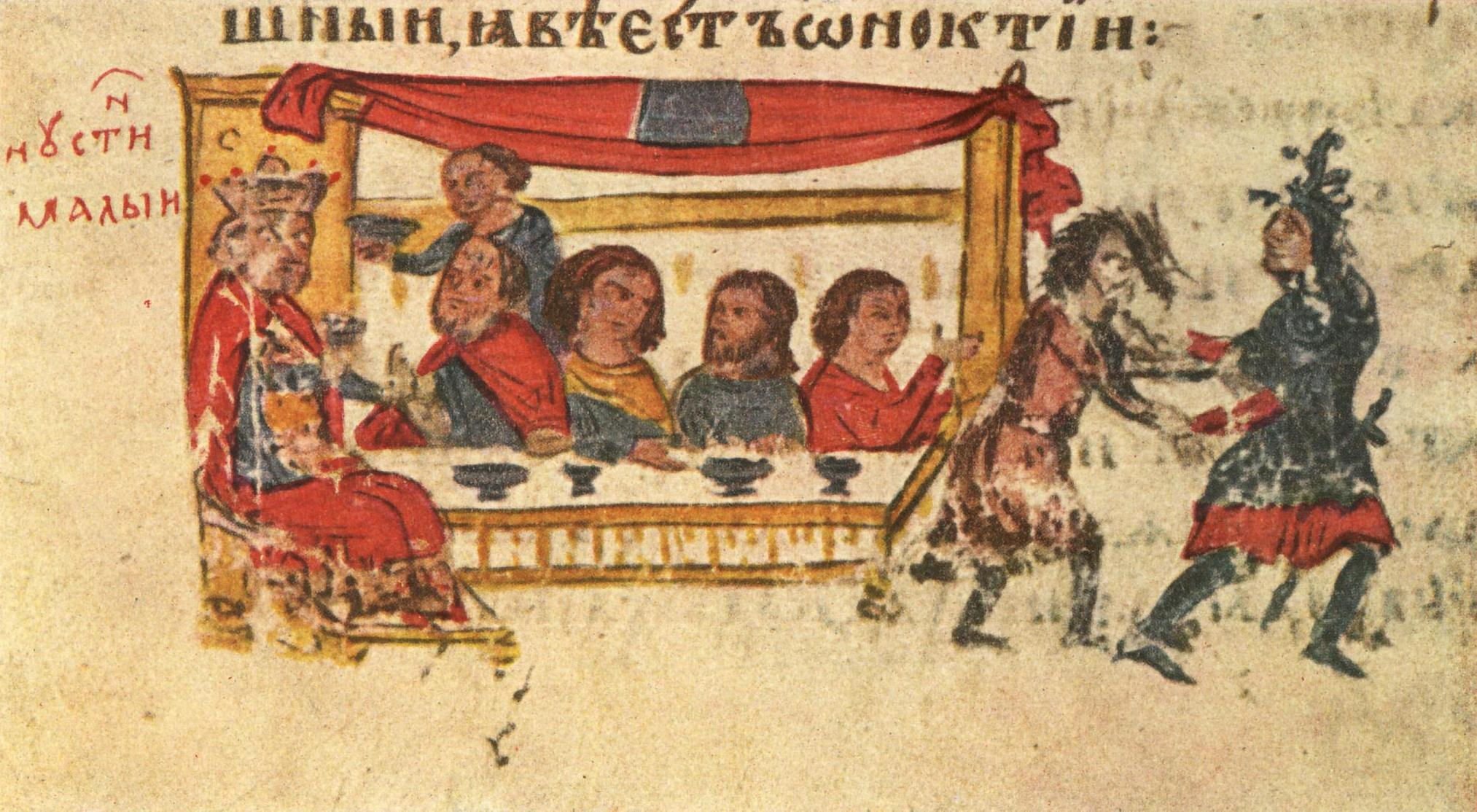
Miniature représentant l'arrestation de Justin, l'homonyme et concurrent de Justin II, dans la chronique de Constantin Manassès.

Pour gouverner, Justin II s'entoure de membres de sa famille, en particulier son frère Marcellus et son cousin Baduaire. Ce dernier devient notamment curopalate sous Justin et sert comme général dans ses armées. Autre cousin de l'empereur, Marcianus ou Marcien devient maître des milices pour l'Orient mais est congédié pour insuffisance ou conspiration, en pleine guerre contre les Sassanides,. Si Justin II élimine bien vite son homonyme et concurrent à l'Empire, il n'en tient pas rigueur à son frère et fait de Justinien l'un de ses principaux généraux, maître des milices pour l'Arménie. Au-delà de ce cercle familial, Justin II renforce bien vite ses relations avec son ami Tibère, chef des Excubites et qui devient rapidement le principal personnage de l'Empire après lui. Maître des milices dans les Balkans, il devient ensuite César en 574, faisant de lui l'héritier de fait de l'Empire. Il exerce son influence jusque dans l'élimination de certains courtisans issus du régime de Justinien, à l'image de l'épuration qui frappe le patrice Aetherius et certains de ses complices en 566 pour complot contre l'Empereur. Adversaires de Tibère, ils paient probablement cette inimitié. Ainsi, avec l'impératrice Sophia, très influente à la cour, Tibère est capable d'être à l'origine de décisions fortes sur le gouvernement de l'Empire.
Comme d'autres empereurs romains d'Orient qui l'ont précédé, Justin II promeut largement des dignitaires venus des provinces orientales de l'Empire. C'est le cas du comte des largesses sacrées Magnus qui vient de Syrie, de même que Mégas, contrôleur de l'argent et curateur à Constantinople,. Anastase, le questeur du palais sacré et maître des offices jusqu'en 567, est né à Samarie, tandis que le cubiculaire et sacellaire Narsès vient vraisemblablement d'Arménie. Certains de ces dignitaires doivent composer avec le virage hostile aux monophysites que prend Justin II lors de son règne, car plusieurs professent ce courant du christianisme, à l'image de Callinique ou du fils de Pierre le Patrice, Théodore qui succède à Anastase comme maître des offices. C'est surtout l'entourage de Sophie qui est largement composé de monophysites, à l'instar des eunuques Andreas et Stephanus. Si ce dernier accepte d'adhérer aux canons du concile de Chalcédoine, Andreas doit devenir moine et subit des tortures,. Même la belle-sœur de Justin II, Iuliana, est éloignée de la cour du fait de ses sympathies monophysites. Pour autant, cette répression à l'égard des monophysites n'est pas absolue et plusieurs fonctionnaires retrouvent parfois les grâces impériales, comme pour le consul Jean ou le comte des biens privés Eudaemon, peut-être protégés par Sophie.
Dans l'ensemble, Vincent Puech souligne la coexistence de deux cercles d'influence autour de Justin, qui tendent à s'affirmer à mesure que les capacités de gouvernement de l'empereur diminuent. D'un côté, la présence de Tibère est sensible dès 565 mais elle s'oppose au réseau des partisans de Sophie, largement syriens et monophysites et qui s'apparente fortement aux réseaux constitués par Théodora, la prédécesseuse de Sophie comme impératrice.

## Politique intérieure et religieuse

### Actions financières et fiscales
Si le début du règne de Justin II voit des gestes de générosités financières, celles-ci ne durent guère. Tout comme Anastase Ier avant lui et contrairement à son prédécesseur, Justin mène par la suite une stricte politique financière qui lui vaut à la fin de son règne une réputation d'avarice. Il impose des droits de douane sur l'importation du vin et oblige les détenteurs de coupons donnant droit à une distribution gratuite de pain à payer une somme forfaitaire de quatre solidi pour ce privilège. En 569, il tente de remettre en application un édit de Justinien interdisant la vente des gouvernorats de province (ce qui rapportait des revenus appréciables appelés suffragia), espérant qu'une réduction de la corruption rapporterait plus que la vente des titres, réforme qui s'avère toutefois éphémère. Dans l'ensemble, la politique de rigueur de Justin s'explique aussi par les difficultés de l'Empire. Si Justinien a lancé d'importantes conquêtes au début de son règne, les dernières années sont marquées par des difficultés économiques notables et l'impact de la peste justinienne qui affaiblit fortement la démographie de l'Empire. Alors même que les frontières se sont étendues, les effectifs de l'armée tendent à décroître, ce que déplore Justin II dans une novelle. Il dit ainsi que l'Empire « allait à la ruine, manquant de tout le nécessaire, si bien que la République était menacée par une quantité innombrables d'invasions et d'incursions barbares »,,. Pourtant, certains historiens, au travers de l'archéologie notamment, combattent l'idée d'une profonde dépopulation de l'Empire et même la possibilité d'un regain démographique avec l'éloignement de la peste, qui a pu améliorer la situation du trésor impérial.
Quoi qu'il en soit, le fait que Tibère II trouve le trésor impérial rempli à la mort de Justin II plaide pour la bonne gestion des finances sous son règne.

### Neutralisation des Factions
Justin se distingue également par une politique de neutralité à l'égard des Factions, ces groupes sociaux de la capitale, associés à l'Hippodrome de Constantinople mais également facteurs de troubles. Après avoir contribué à réprimer certains débordements sous le règne de son oncle, il ne semble avoir favorisé ni les Bleus, ni les Verts et aucun incident majeur n'est provoqué par leurs partisans. Au-delà, les Factions sont associées à la cérémonie de couronnement impérial. En cela, le règne de Justin II préfigure une institutionnalisation du rôle des Factions, au détriment, à terme, de leur capacité à provoquer des troubles à l'ordre public.

### Activités législatives

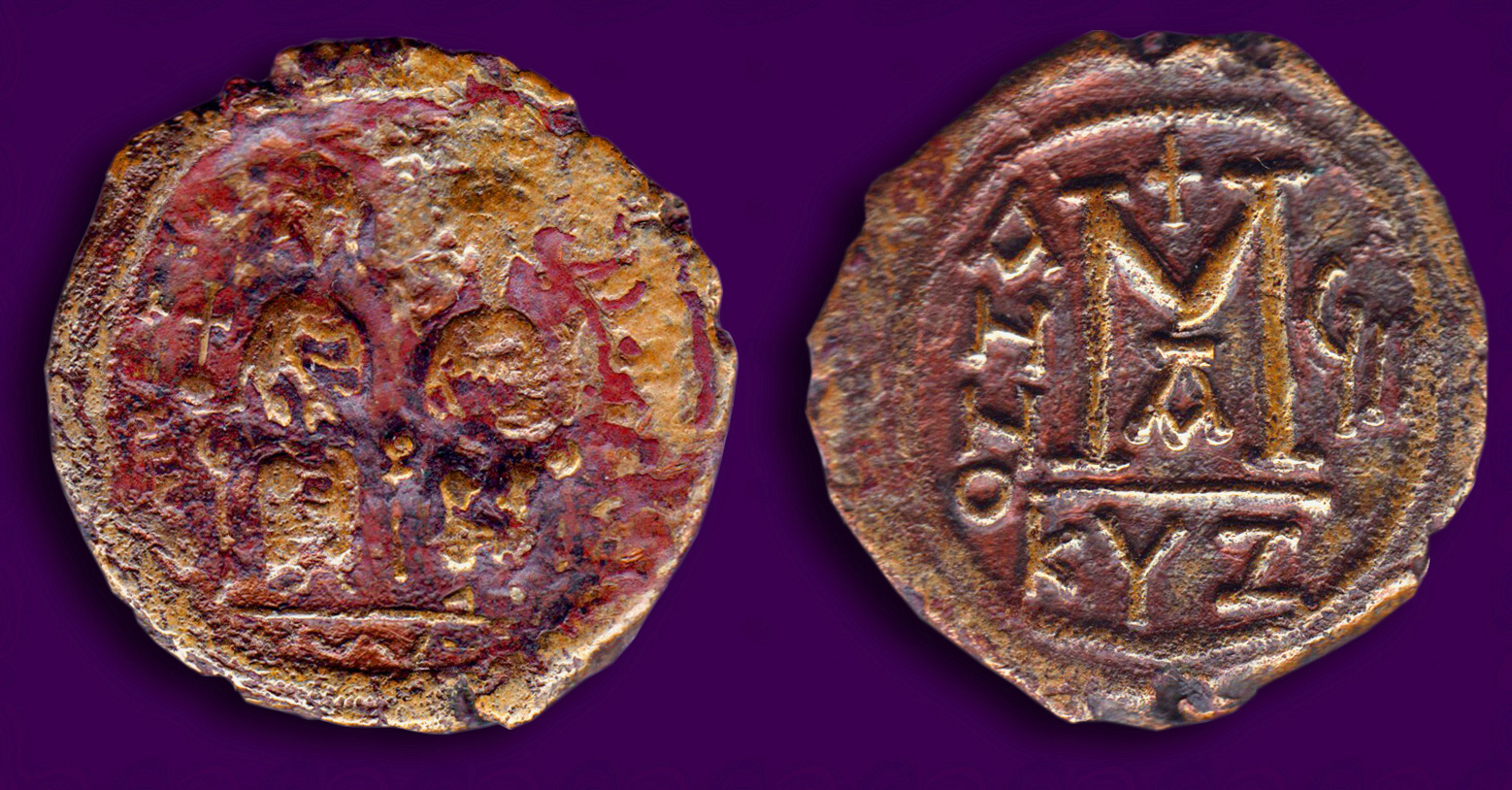
Pièce de 40 nummi représentant à l'avers Justin et Sophie. Au revers est inscrite la valeur de la pièce ainsi que le lieu de la frappe KYZ, en l'occurrence Cyzique.

Si l’œuvre juridique de Justinien est largement surreprésentée dans les études sur la législation byzantine, quelques textes de Justin II ont survécu, avec sept novelles dont cinq en grec et deux en latin, l'usage linguistique dépendant notamment de la région d'application de la novelle. Le première, datée de 566, entérine les remises d'arriérés d'impôts décidées en début de règne par Justin II. Une autre concerne les cas de divorce et vient compléter les changements législatifs opérés dans le code Justinien, en particulier sur le divorce par consentement. Elle s'accompagne d'une autre novelle sur les mariages illicites. Les restrictions de Justinien sont confirmées mais une amnistie est accordée à trois provinces voisines des Sassanides, qui s'applique jusqu'au début du règne de Justin II. Une novelle datée du 18 janvier 569 a trait à la nomination des gouverneurs de provinces. Denis Feissel a souligné le propos introductif de ce texte législatif, qui rappelle le but premier d'une administration vertueuse, celui de voir les provinces « sous le régime des lois et sous une administration sûre, jouir de la justice des gouverneurs, et que les impôts soient perçus sans faute », énonçant également la finalité de la perception de l'impôt, au bénéfice de la paix et de la préservation de l'Empire et de ses populations. En outre, cette novelle accroît l'autonomie provinciale, en délégant la nomination des gouverneurs aux assemblées locales même si son effectivité reste débattue. La novelle du 18 mai 572 lance une vague de persécution contre les Samaritains, après avoir constaté l'échec des incitations à la conversion menées depuis plusieurs années. Enfin, deux novelles en latin de 568 et du 1er mars 570 et concernent respectivement l'église de la province africaine de Byzacène et le statut de certains travailleurs de la terre, toujours en Afrique byzantine, région de langue latine.

### Politique religieuse

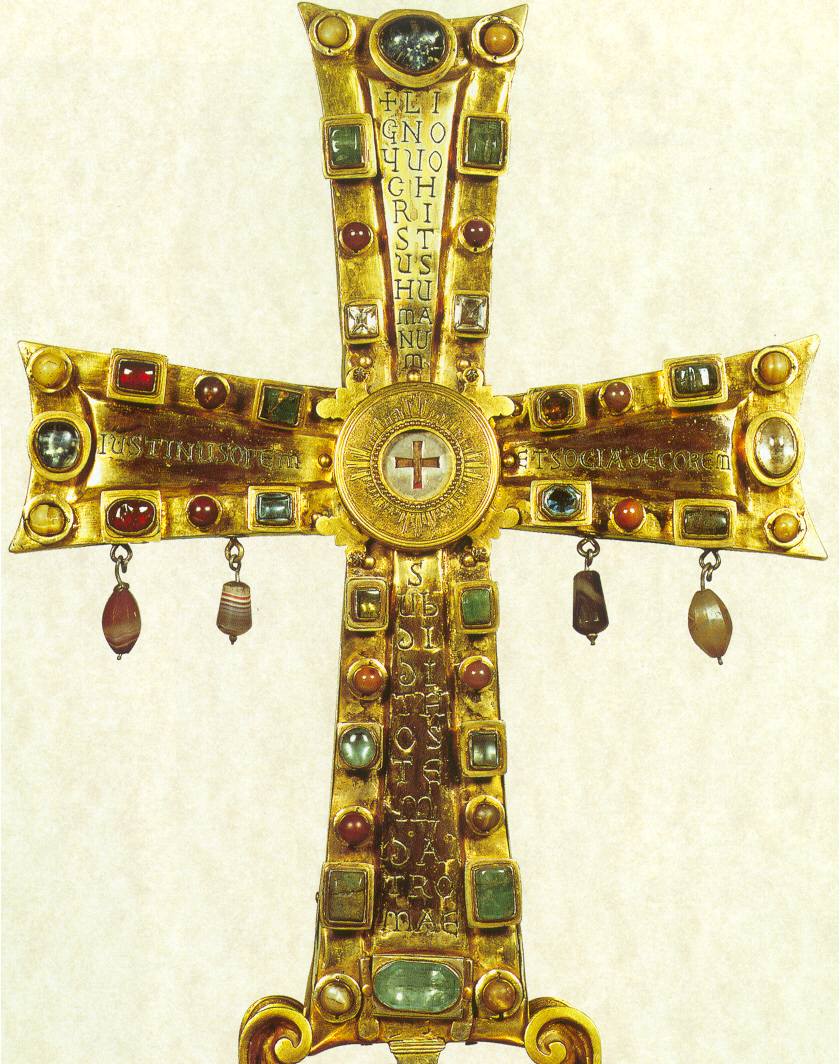
La croix dite de Justin II, conservée au Vatican et offerte par l'empereur à Rome. L'inscription en latin peut se lire ainsi : Du bois avec lequel le Christ a vaincu l’ennemi du genre humain, Justin et son épouse donnent à Rome cet ornement. L'identification à Justin II et non à Justin Ier ne fait plus débat parmi les historiens, tandis que les médaillons représentant le Christ et l'empereur sont situés sur l'autre face de la croix.

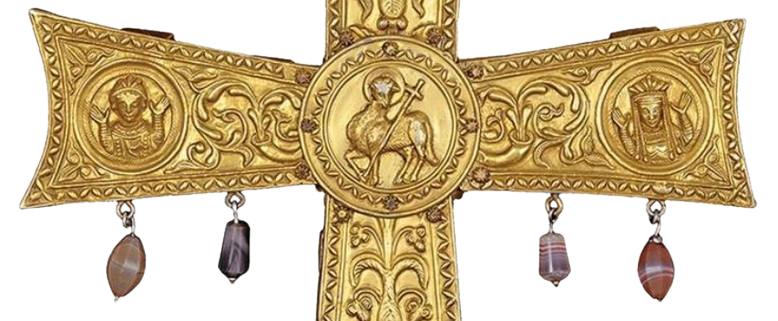
Détail de la croix de Justin II, représentant les deux médaillons latéraux avec les portraits de l'empereur (à gauche) et de l'impératrice. Le médaillon central représente l'Agneau pascal.

L’empereur Justin II hérite d’un empire marqué par de vives tensions doctrinales, notamment entre les tenants du concile de Chalcédoine et les monophysites, influents en Orient, notamment en Syrie et en Égypte. Sa politique religieuse oscille entre tentative de conciliation et persécution, reflétant les défis de l’unité religieuse dans un empire où la foi et la politique sont étroitement imbriquées. Ses prédécesseurs ont d'ailleurs eux-mêmes varié dans leurs prises de positions, avec parfois des tensions sensibles avec la papauté, largement hostile aux monophysites.
À son avènement, Justin II semble d’abord adopter une approche modérée envers les monophysites. Le chroniqueur monophysite Michel le Syrien rapporte qu’il autorise le retour d’exil du patriarche monophysite d’Alexandrie, Théodose, et permet la tenue d’une oraison funèbre condamnant le concile de Chalcédoine après la mort de ce dernier en 566. Ces gestes suggèrent une politique d’apaisement, voire une tentative de compromis doctrinal. L'historien William Frend y a même vu un signe de l'orientalisation de l'Empire byzantin mené par Justin II, plus prompt au compromis avec ses provinces d'Orient, dans le contexte plus large d'un déclin de la latinité. Néanmoins, Averil Cameron a souligné que Justin est aussi attentif à réaffirmer le credo chalcédonien dès 566, dans un édit cité par Jean de Biclar, qui attesterait de son souhait de se concilier les milieux anti-monophysites, représentés avant tout par le patriarche lui-même. D’un autre côté, Justin II cherche à renforcer les liens avec l’Occident catholique. Son envoi d’une relique de la Vraie Croix à la reine Radegonde à Poitiers et le don d’une croix impériale, dite croix de Justin II à Rome, témoignent d’une volonté d’apparaître comme le champion de l’orthodoxie face aux hérésies perçues en Orient. Cette dernière croix, toujours conservée au Vatican, présente la figure de l'empereur et de l'impératrice, associée à celle du Christ, dans un effort renouvelé d'association avec le divin. Justin est aussi réputé avoir entretenu d'étroites relations avec le mystique Siméon Stylite le Jeune, qui aurait d'ailleurs prédit son accession au trône.
Entre 567 et 571, Justin II cherche à formuler une nouvelle profession de foi susceptible de rallier monophysites et chalcédoniens, dans la lignée de l’Hénotique de Zénon (482). Un premier décret de conciliation est émis à Callinicum, sur la frontière perse, où il est rejeté par les moines monophysites. En 571, un second édit est promulgué à Constantinople après consultation des évêques monophysites. Tout en reconnaissant l'existence théorique de deux natures du Christ, il postule également que celles-ci sont tellement unies qu'elles ne peuvent être distinguées. Cependant, il ne satisfait ni les monophysites, qui le jugent trop proche du concile de Chalcédoine, ni les chalcédoniens, qui le considèrent trop conciliant,.

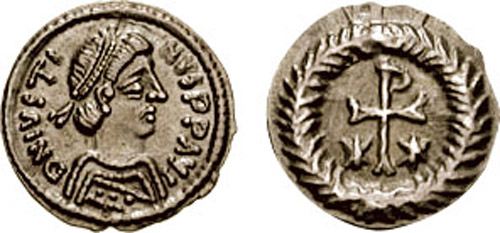
Silique à l'effigie de Justin, représenté de profil, fappé à Ravenne. Au revers, une sorte de croix grecque est représentée surmontée d'un christogramme et entourée de deux étoiles.

Le refus des monophysites de se conformer à cet édit conduit Justin II à opérer un revirement brutal. Dès 572, une vague de persécutions s’abat sur les monophysites, orchestrée par l’impératrice Sophie et des figures influentes comme le patriarche Jean Scholastique et le questeur Anastase. Les évêques monophysites sont emprisonnés, exilés, et certains contraints de recevoir la communion selon le rite chalcédonien sous la contrainte,. Dès 570, il a aussi révoqué le patriarche d'Antioche, Anastase Ier, accusé de mauvaise gestion de ses fonds mais aussi impliqué dans des disputes avec le patriarche. Il le remplace par Grégoire Ier.
Vers 574, dans le contexte de crise de la guerre contre les Sassanides, il fait aussi venir deux reliques à Constantinople, dont un autre fragment de la Vraie Croix retrouvé à Apamée et une sorte d'icône du Christ. Mischa Meier interprète d'ailleurs ces déplacements de reliques comme un élan possible de religiosité à l'heure où l'empereur commence à s'enfoncer dans la folie, tout autant qu'une recherche de légitimation par la religion. C'est aussi le signe d'un renforcement de l'usage des images saintes à des fins religieuses autant que politiques. Au-delà des débats sur la nature théologique du Christ, le règne de Justin voit également l'adoption de règles fortes en matière théologique. C'est notamment à cette époque que la date de Noël est fixée au 25 décembre.
A l'instar de certains de ses prédécesseurs dont Justinien, Justin II se distingue par sa politique répressive à l'encontre des Samaritains, privés de certains droits.

### Actions architecturales

Carte de la Constantinople byzantine.

L’empereur Justin II a longtemps souffert d’une mauvaise réputation dans les sources historiques, notamment en raison des critiques acerbes de Jean d’Éphèse et d’Évagre le Scholastique, qui voyaient en lui un souverain capricieux et dépensier. Pourtant, l’étude d’Averil Cameron met en lumière un aspect souvent négligé de son règne : son mécénat artistique, qui traduit une volonté de renouveler l’idéologie impériale et d’inscrire son règne dans une continuité architecturale et iconographique avec celui de son prédécesseur, Justinien, reconnu pour son action architecturale rapportée par les sources de son temps.
Malgré une situation financière difficile à son accession au trône, Justin II a lancé d’importants projets architecturaux et artistiques, poursuivant et adaptant les ambitions monumentales de Justinien. Il prolonge le développement du Grand Palais impérial, avec possiblement la construction du Chrysotriklinos, une nouvelle salle du trône qui devait devenir un centre majeur du cérémonial impérial à Byzance. Ce projet s’inscrit dans une évolution où le souverain est de plus en plus mis en scène comme l’incarnation du pouvoir sacré. Justin fait d'ailleurs ériger une image du Christ au-dessus du trône situé dans cette salle, dans un exercice d'association du pouvoir impérial avec la puissance divine. Il entreprend également la restauration et l’embellissement d’églises majeures : Justin II a particulièrement investi dans le culte marial en restaurent les grandes églises dédiées à la Vierge, notamment dans le quartier des Blachernes et celui de la Chalkopratéia, à l'instar de la Théotokos des Chalkopratéia. Il s’agit là d’une affirmation politique et religieuse, renforçant l’idée de la protection divine sur Constantinople. Son action de mécénat artistique est étendue aux statues et aux monuments publics, avec l’érection de nombreuses statues impériales, non seulement dans des lieux religieux mais aussi dans des espaces publics prestigieux, comme l’Aqueduc de Valens ou l’Hippodrome. Plus prosaïquement, il fait restaurer le Kontoskalion, auquel il donne le nom de sa femme, peut-être même avant son arrivée sur le trône, faisant aussi ériger quatre statues, le représentant avec sa femme et leurs deux enfants.
Il est également lié à plusieurs palais, notamment celui de Sophie bâti pour sa femme ou le Deuteron, possiblement érigé avant son arrivée au pouvoir, alors qu'il est curopalate. Enfin, il en fait bâtir un sur l'île de Prinkipo, sans compter des restaurations de palais existants. Il contribue aussi à la réparation des murailles de Constantinople et s'illustre également dans certaines œuvres charitables, notamment la construction d'une léproserie et d'un orphelinat, même si le premier bâtiment est parfois attribué à Constance Ier,.

### Numismatique

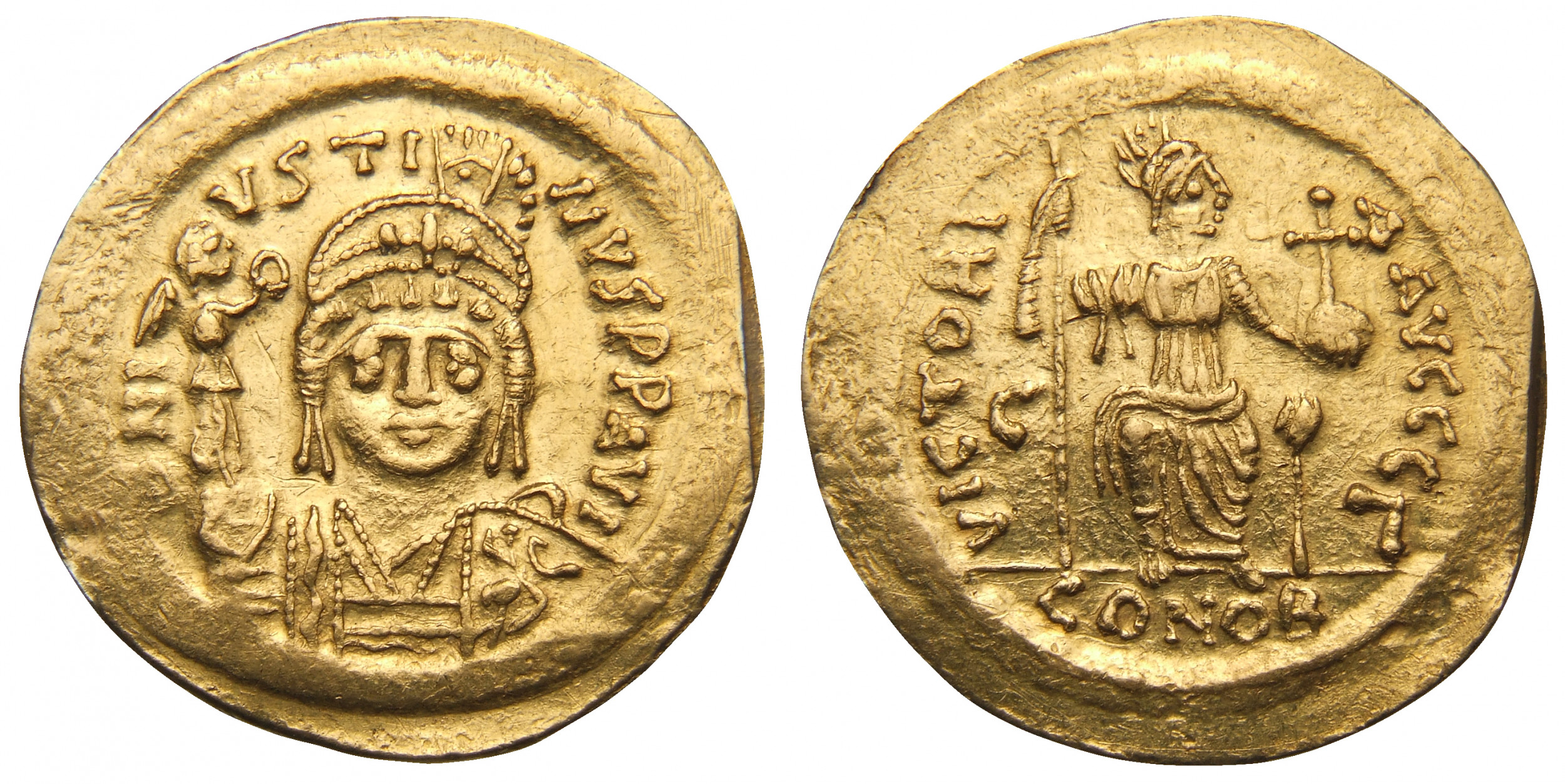
Solidus en or à l'effigie de Justin II à l'avers et avec la représentation de Constantinople au revers. La mention CONOB au bas de l'avers fait référence au lieu de frappe de la pièce, en l'occurrence Constantinople.

À la différence de son prédécesseur et du fait, probablement, d'un règne plus court, les monnaies de Justin II présentent une moindre variété de styles. Les pièces en or le représentent généralement en tenue militaire, couronné d'un diadème à pendentifs. Dans sa main droite, il porte l'orbe crucigère, surmontée d'une personnification de la Victoire le couronnant. Sur son épaule gauche, un bouclier est partiellement représenté avec la figure d'un cavalier. Au revers, Justin rétablit l'image d'une personnification de la Cité, disparue depuis Anastase. Il s'agit vraisemblablement de Constantinople, revêtue d'une tunique, d'un manteau et d'un casque, avec une lance dans la main droite et une orbe surmontée d'une croix dans la main gauche.
L'innovation principale dans le monnayage de Justin reste la représentation de l'impératrice à ses côtés, sur les monnaies de cuivre. Autrement, à l'instar d'une évolution déjà visible chez Justinien, c'est l'entièreté du corps de l'empereur qui est représenté et non son seul buste. La présence d'une figure féminine sur une pièce de monnaie est vivement critiquée par Jean d'Éphèse, qui préfère largement l'innovation à venir de Tibère qui introduit la Croix sur les pièces de monnaie.
De façon plus atypique, certaines pièces d'un type particulier ont été repérées par les numismates. Elles mêlent des styles issus d'ateliers monétaires orientaux (Cyzique notamment) mais comprennent une mention « RAV », qui les rattachent à Ravenne, qui n'est alors pas connu comme atelier monétaire. Il est possible, selon S. Mansfield, qu'il s'agisse de pièces spécifiquement créées dans le cadre des campagnes italiennes de l'Empire, peut-être dans des ateliers itinérants. Ces émissions auraient permis de répondre aux besoins des soldats, tout en restant similaires à celles ayant cours en Orient, régions d'origine des corps expéditionnaires envoyés en renforts.
Par ailleurs, les types monétaires liés au règne de Justin II sont régulièrement repris en-dehors des frontières impériales, y compris parmi les Sassanides ou les peuples arabes frontaliers, ce qui démontre le haut degré de circulation de ces pièces. Justin II est également le dernier empereur romain à être nommé sur les monnaies de certains royaumes d'Occident, qui se détachent peu à peu de l'influence impériale. Ainsi, Léovigild commence à inscrire son nom sur les pièces wisigothiques dans les années 570.
- Différentes monnaies de Justin II :

"Différentes
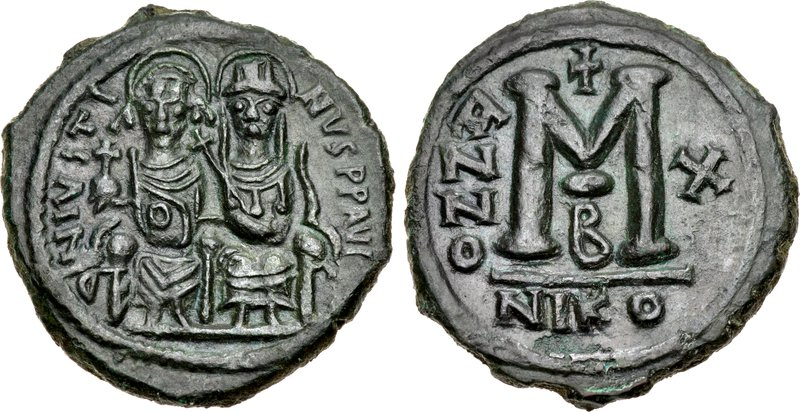
Follis frappé à Nicomédie (NIK).
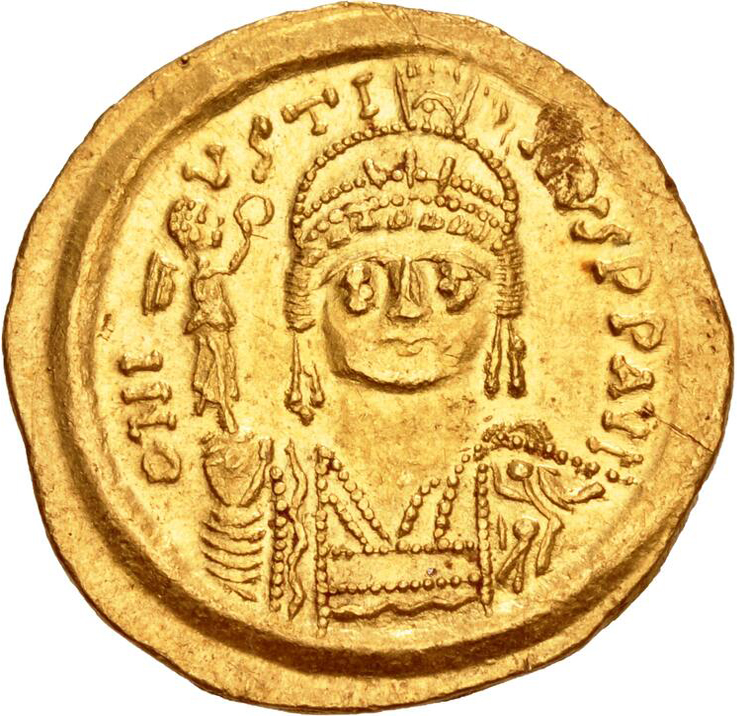
Avers d'une pièce en or (solidus) représentant Justin II.
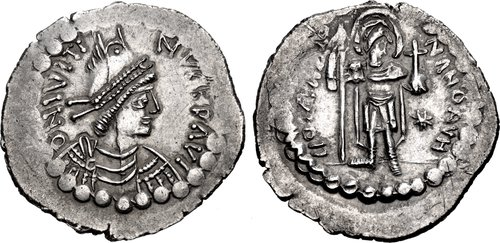
Miliarense du règne de Justin II.
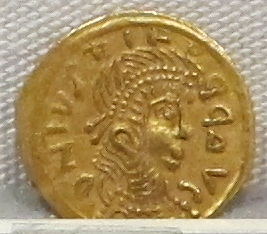
Monnaie wisigothique imitant Justin II.

## Politique étrangère
Si la politique intérieure de Justin II a fait débat, c'est principalement sa politique étrangère qui a pu lui valoir des critiques. Confronté à un Empire élargi substantiellement par son prédécesseur, il manque des ressources suffisantes pour défendre de telles frontières. Il doit également composer avec les tributs concédés par Justinien pour acheter la paix dans les Balkans et face aux Sassanides, dont le coût grève fortement les finances de l'Empire. Peu favorable à cette méthode, il prend le risque de rouvrir les hostilités avec différents ennemis de l'Empire. Certaines analyses, comme celles d'Harry Turtledove soulignent une potentielle surestimation des forces de l'Empire, qui l'incitent à des manœuvres parfois téméraires mais témoignent également d'une évolution du contexte géopolitique, avec l'émergence de menaces nouvelles et la multiplication des fronts. Au-delà, sa politique de rupture avec les tributs concédés par Justinien a parfois été interprétée comme révélatrice d'une conception impérialiste de la diplomatie, refusant toute idée de concession ou d'acte de soumission à une force extérieure.

### Face à l'émergence des Avars

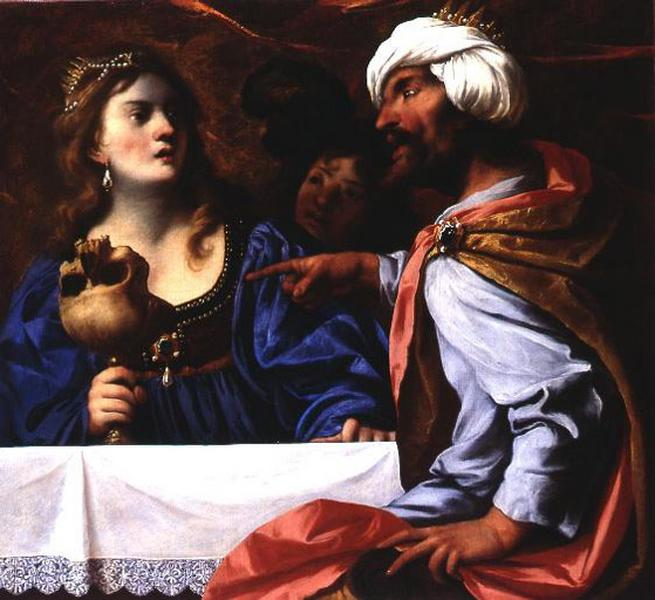
Rosemonde, fille du souverain gépide Cunimond, forcée de boire dans le crâne de son père, vaincu par la coalition des Avars et des Lombards. Tableau du XVIIe siècle de Pietro della Vecchia.

Si Justinien a élargi victorieusement les frontières de l'Empire en Italie et en Afrique, il a principalement opté pour la défensive sur la frontière du Danube, régulièrement assaillie. Pour lutter contre les Bulgares et les Antes, il a fait appel aux Avars, peuple des steppes asiatiques qui a étendu progressivement sa domination sur le Caucase jusqu'à l'Ukraine. Les Avars deviennent ainsi la plus importante puissance sur le Danube. Conscients de leur force, ils envoient une délégation à Constantinople à l'occasion de l'accession de Justin au pouvoir pour réclamer le tribut annuel que Justinien a consenti à leur payer pour qu'ils éloignent les autres tribus des frontières impériales. Toutefois, imbu de la dignité de l'empire et conscient que les Avars ont eux-mêmes envahi la Thrace en 562, Justin refuse de payer, arguant que le traité signé avec Justinien n'établit aucune obligation formelle,.
Dans l'immédiat, les Avars ne menacent pas l'Empire. Néanmoins, ils répondent à l'appel des Lombards, installés en Norique (Autriche actuelle), qui combattent les Gépides habitant la Pannonia Secunda. Ces derniers appellent les Byzantins à l'aide et promettent de leur céder la ville de Sirmium. En échange, Justin II envoie Baduaire en 565-566 les soutenir. Cette alliance entraîne la défaite des Lombards. Toutefois, Cunimond, le souverain gépide, ne cède pas Sirmium et il se retrouve seul face aux Lombards, désormais appuyés par les Avars. Il est alors écrasé et son peuple largement massacré ou mis en esclavage. Les Byzantins en profitent pour reprendre Sirmium, placée sous le commandement de Bonus,. En 568, quelques mois après le début de l'invasion lombarde en Italie, les Avars se dirigent vers la Dalmatie, détruisant tout sur leur passage et assiègent Sirmium. Bonus parvient à obtenir qu'ils se retirent et accepte quelques mois plus tard qu'une ambassade se rende à Constantinople, ce que Justin II lui reproche vivement, estimant les conditions des Avars inacceptables. La suite des événements est plus confuse et mal couverte par les sources. La guerre se poursuit sans engagements majeurs avant 572, de même que les discussions ne sont probablement pas interrompues. C'est Tibère, le favori de Justin, qui est envoyé combattre les Avars, sans parvenir à remporter de résultats probants. Dénué de troupes suffisantes, surtout dans le contexte de la guerre contre les Perses, il est même battu vers 574. Il doit demander une trêve et Justin se voit forcé de payer un tribut de 80 000 pièces d'argent, somme bien supérieure au tribut initial. Cet échec contribue peut-être à son retrait des affaires de l'Empire,,,.
L'arrivée des Avars entraîne également la rupture temporaire des bonnes relations avec le royaume des Francs. En effet, Sigebert Ier décide d'un pacte de non-agression avec les Avars, ce que Justin II lui reproche mais les deux puissances se trouvent rapidement un nouvel ennemi commun, avec l'irruption des Lombards en Italie. L'envoi d'une relique à la reine Radegonde peut alors s'inscrire dans le rétablissement de bonnes relations avec les Francs par Justin II, alors même que les Byzantins tendent à percevoir positivement ce royaume germanique qui a constamment rejeté l'arianisme.

### L'Italie assaillie par les Lombards

Le royaume lombard d'Italie à la mort d'Alboïn (572).

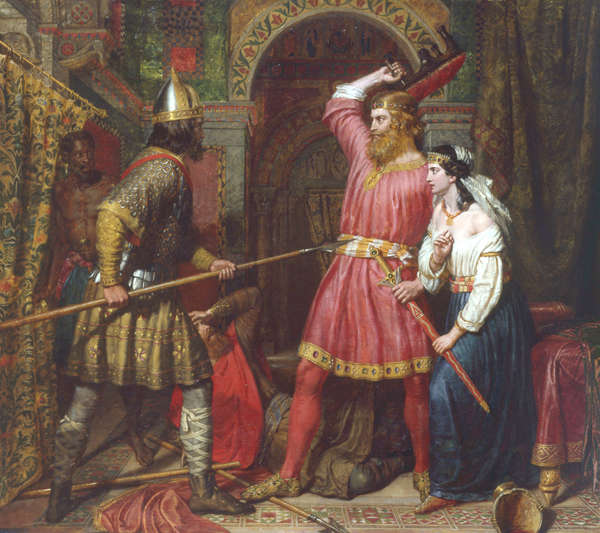
L'assassinat d'Alboïn, peinture de Charles Landseer de 1856.

Si Justin semble plutôt maladroit dans sa gestion des affaires balkaniques, c'est en Italie que la menace est la plus grande. Les Lombards, qui ont servi comme mercenaires sous Narsès pour achever la conquête de la péninsule, deviennent des voisins de plus en plus pressants de l'Empire. Installé en Pannonie, ils lorgnent sur le nord de l'Italie, qu'ils finissent par attaquer en 568, sous la conduite d'Alboïn, avec l'aide de contingents d'autres peuples, dont des Gépides ou des Sarmates, voire des Slaves. Ils s'emparent d'abord du Frioul et poursuivent leur progression jusqu'en 572. Ils pénètrent dans la grande plaine désormais connue sous le nom de Lombardie, prenant d'abord Milan en 569 puis Pavie au terme d'un long siège en 572, jetant les bases du royaume lombard. L'Italie est alors profondément fragilisée par la longue guerre des Goths et les Byzantins manquent de troupes à opposer à ces nouveaux venus. Par ailleurs, il ne faut pas négliger la loyauté possiblement toute relative des populations du nord de l'Italie, qui n'a été repris par l'Empire que quelques années auparavant. Les possessions byzantines se trouvent bientôt réduites à Ravenne et aux îles de la région de Venise au nord, à Rome et à Naples au centre, et à la Calabre, à la Sicile et à la Sardaigne au sud. Simultanément à l'attaque lombarde, Justin doit composer avec le départ de Narsès de sa fonction de préfet du prétoire. Il le remplace par Longin qui se contente de sanctuariser les régions de Ravenne et de Rome et de maintenir une continuité territoriale entre ces territoires,. Si Alboïn s'arrête après avoir pris la Toscane, plusieurs de ses généraux continuent l'invasion et créent les duchés semi-indépendants de Spolète et de Bénévent, annonçant ainsi la fragmentation de l'Italie du Moyen Âge. Quant au fils et successeur d'Alboïn, Cleph, il se distingue par la répression des élites romano-byzantines et la poursuite de la guerre contre l'Empire, même s'il périt lui aussi victime d'un assassinat vers 574, ouvrant une période de relative anarchie parmi les Lombards, qui permet aux Byzantins de stabiliser le front.
La relative passivité de Justin II face aux défaites italiennes a été diversement appréciée, de même que son abandon des Gépides, qui traduit surtout la diplomatie traditionnelle de l'Empire de jouer des divisions entre les peuples barbares, avec le risque de provoquer d'autres menaces. Son inaction est la résultante du manque de moyens d'un Empire confronté à de multiples défis, surtout à partir de 572 et de la reprise de la guerre contre les Perses. La folie qui frappe l'empereur dans ses dernières années contribue sûrement à aggraver ces difficultés. Il aurait également donné une fin de non-recevoir aux demandes des Lombards d'être reconnus comme alliés ou Fédérés de l'Empire. Toutefois, apprenant le siège de Rome en 575, il envoie du ravitaillement à la péninsule ainsi que le général Baduaire pour combattre les Lombards, sans succès puisqu'il meurt en 576,.

### L'Espagne et l'Afrique byzantines agitées par les troubles

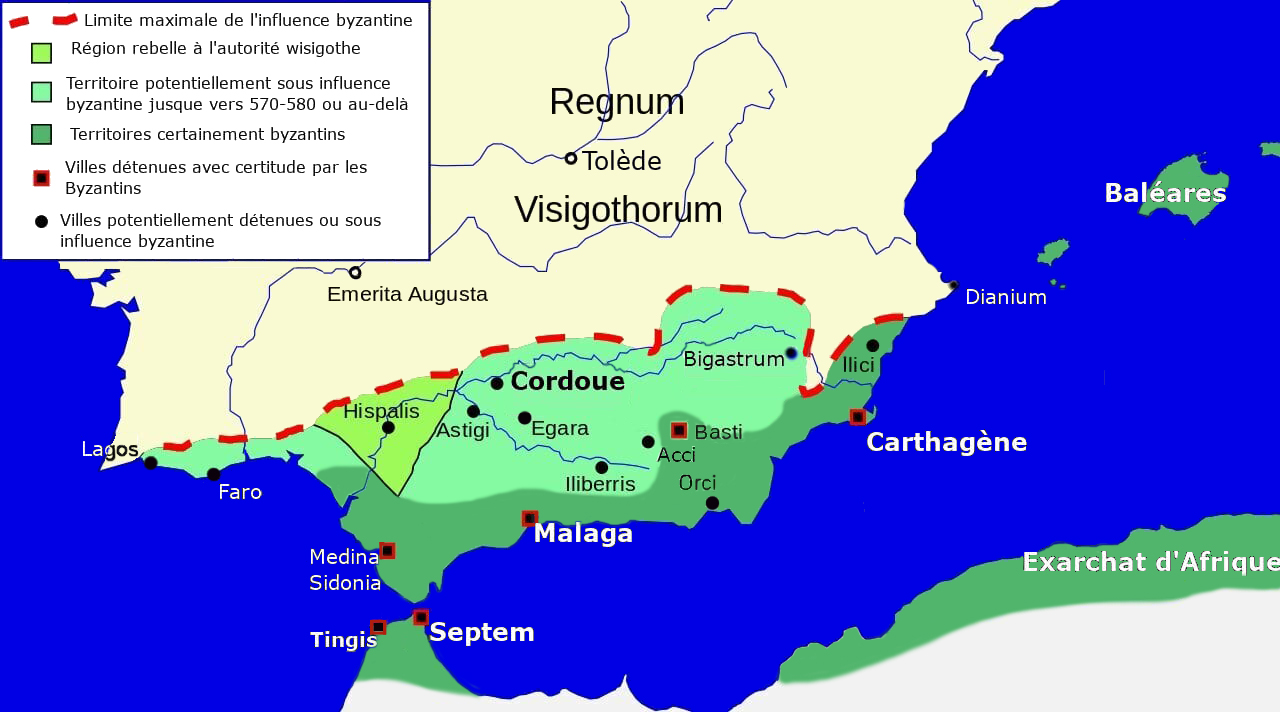
Carte de la province byzantine d'Espagne, soumise à la pression des Wisigoths dès la mort de Justinien.

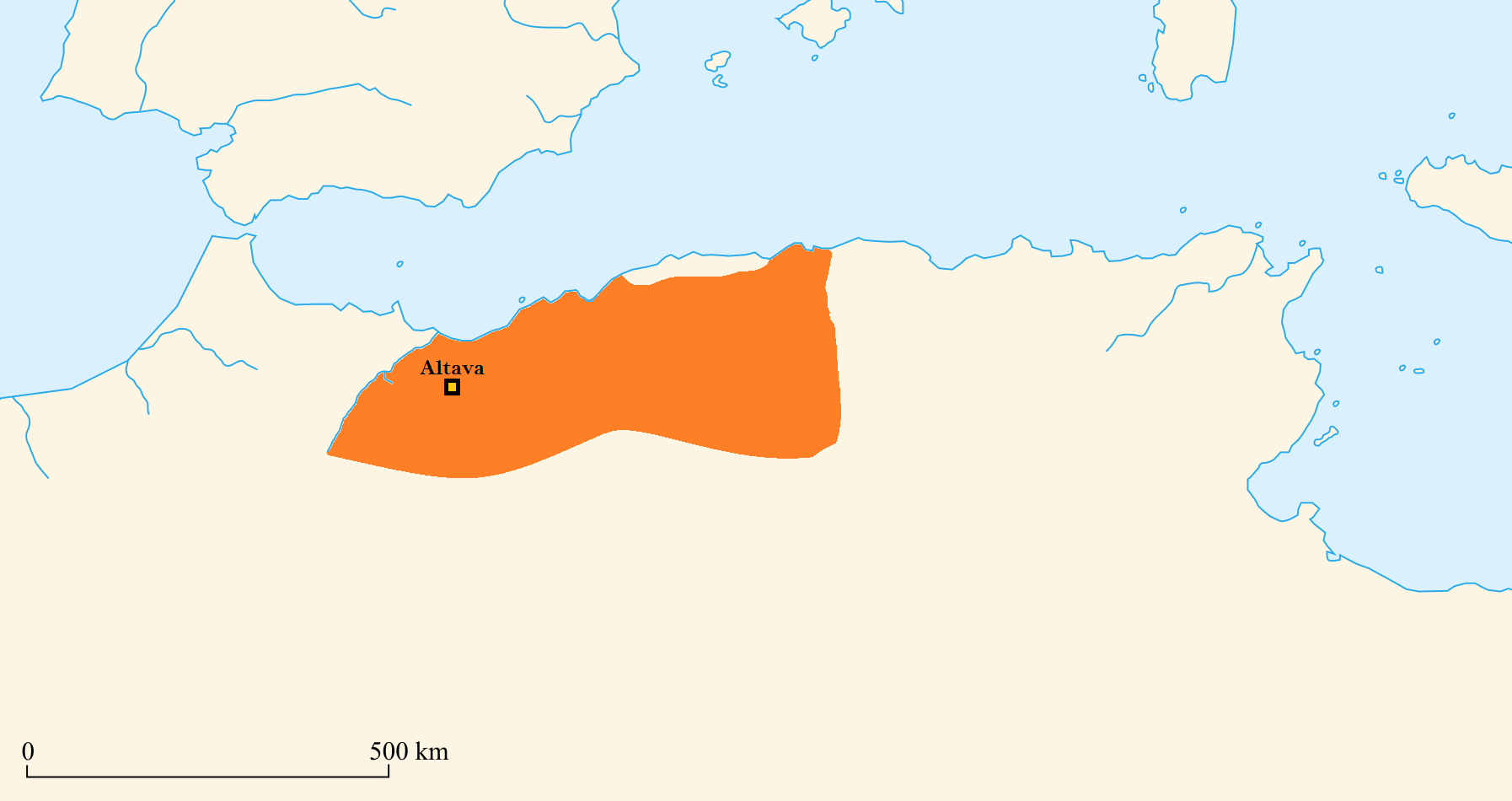
Carte du Royaume des Maures et des Romains, gouverné par Garmul, qui résiste au rétablissement des Byzantins en Afrique du Nord.

L'Espagne byzantine, province encore plus périphérique de l'Empire, peut encore moins être secourue par Constantinople quand elle doit faire face au regain de force des Wisigoths. Si Léovigild reconnaît formellement l'autorité byzantine à son arrivée au pouvoir en 569, il entreprend bien vite une entreprise d'unification de la péninsule, combattant les Suèves et reprenant du terrain à la province byzantine. Il semble avoir conquis notamment la ville de Medina-Sidonia en 571. Il réaffirme également la souveraineté wisigothique sur Cordoue en 572, peut-être aux dépens des Byzantins, avant qu'un traité de paix soit conclu,,.
L'Afrique byzantine connaît une évolution mal appréhendée sous Justin II, en raison des sources lacunaires, principalement représentées par le récit de Jean de Biclar. Si la province a été stabilisée par l'action de Jean Troglita face aux Berbères, des troubles significatifs sont relevés. En l'espace de quelques années, vers 570, le préfet d'Afrique Théodore et deux généraux sont tués dans une guerre qui oppose l'Empire aux forces de Garmul, un chef berbère rétif à l'autorité impériale. C'est finalement Tibère, en tant que régent de Justin puis successeur, qui finit par ramener l'ordre. Par ailleurs, l'influence byzantine dans la région se traduit par la conversion au christianisme des Garamantes.

### Reprise de la guerre avec les Sassanides

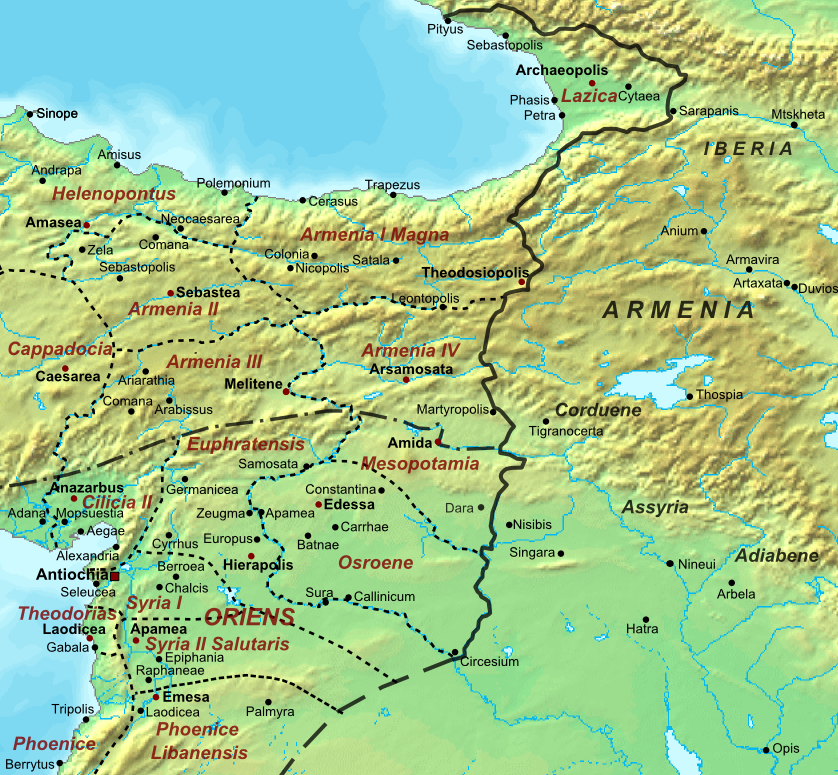
Frontière entre les Empires byzantin et perse à la mort de Justinien. La Svanétie se trouve au nord-est de la Lazique.

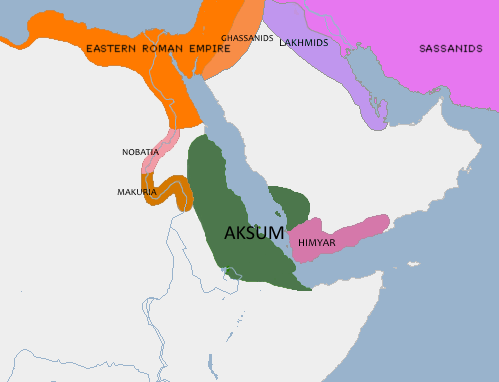
Carte du sud du Moyen-Orient et de la région de la mer Rouge où Sassanides et Byzantins se disputent l'alliance des peuples aux périphéries de leurs empires.

#### La montée des tensions sur différents fronts (565-572)
Si Justin défend difficilement les possessions occidentales reprises par Justinien, c'est qu'un nouveau conflit monopolise toutes ses forces en Orient. Déjà, sous Anastase, plusieurs villes comme Martyropolis et Amida sont tombées aux mains des Sassanides. En 532 d'abord, puis en 562, Justinien a signé des accords avec le roi Khosro Ier qui l'ont laissé libre de reconquérir l'Afrique et la Sicile d'abord, avant de lui permettre de reprendre le royaume de Lazique et d'obtenir la liberté religieuse des chrétiens d'Arménie moyennant il est vrai un tribut de plus en plus élevé. Celui-ci doit normalement servir à la défense des cols du Caucase contre les peuples nomades vivant au-delà, ce qui bénéficie autant aux Perses qu'aux Byzantins mais alors que le tribut est dû à échéance pluriannuelle, d'abord en 562 puis en 568-596, il est prévu qu'il devienne annuel à partir de 572.
D'entrée, Justin envoie un ambassadeur auprès du souverain Khosro Ier pour se faire reconnaître comme empereur mais également entamer des négociations. C'est Jean, fils de Domnentiolus, qui est chargé de cette mission. Les discussions sont longues et achopent sur différentes difficultés, dont le souhait des Byzantins de récupérer la souveraineté sur la Svanétie. L'ambiguïté autour du statut de cette région a volontairement été maintenue dans le traité de 562 mais Justin tente de forcer la main des Sassanides. La possession de cette région lui permettrait de sécuriser la frontière caucasienne. Dans l'intervalle, l'empereur fait renforcer les défenses de Dara, ville frontière. La mission de Jean est un échec et il est dupé par les Perses. Si les échanges d'émissaires se poursuivent, ils ne résolvent pas l'enjeu territorial caucasien.

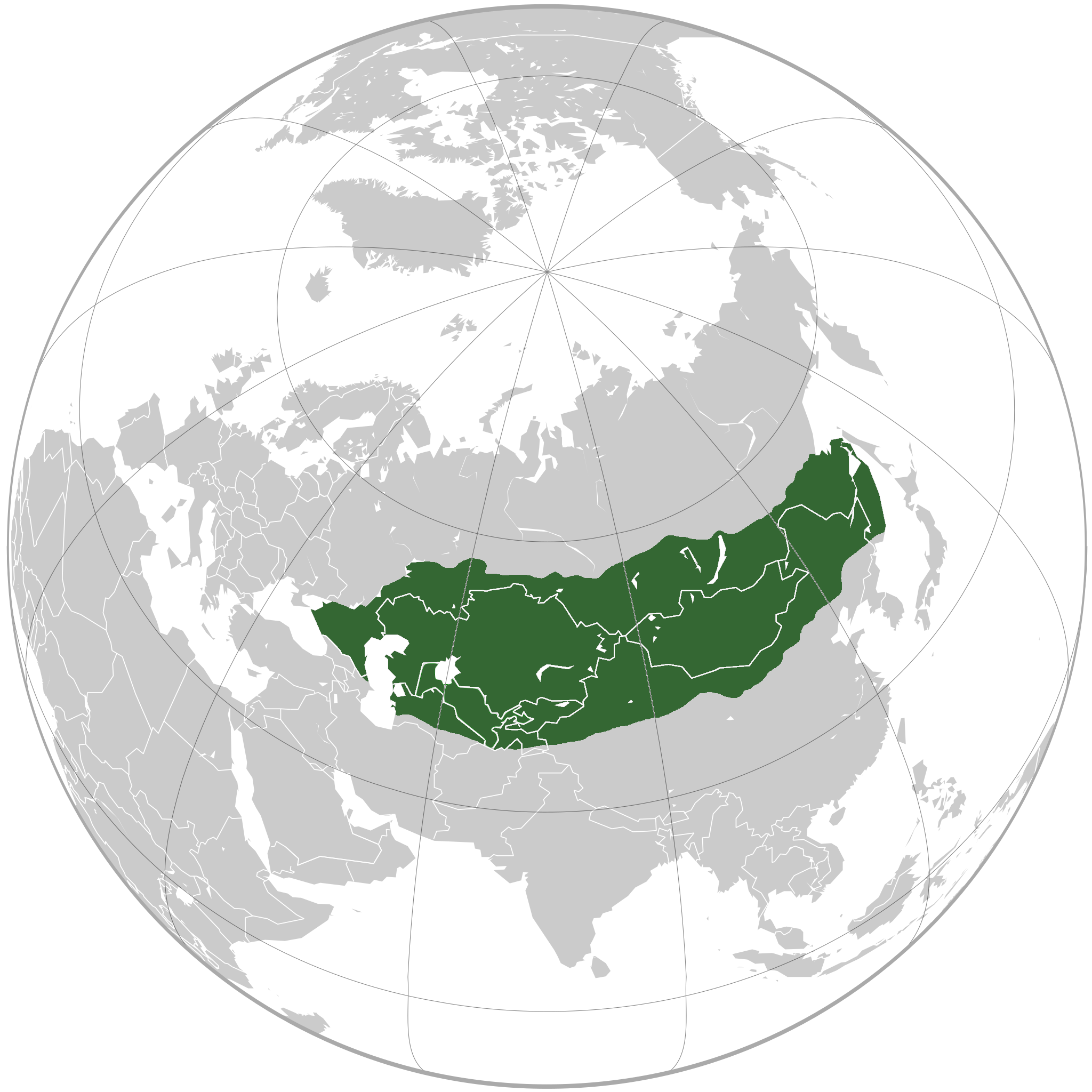
Carte de l'expansion territoriale maximale des Göktürks, dont Justin II tente de se rapprocher contre les Sassanides.

La rivalité avec les Sassanides se cristallise également aux marges désertiques des deux empires. Les Byzantins s'appuient alors sur les Ghassanides. Cette tribu arabe joue traditionnellement le rôle de supplétifs des Romains dans leur lutte contre les Perses, lesquels s'appuient plutôt sur les Lakhmides. Or, en 569, les Ghassanides sont attaqués par ces derniers, qui tentent de profiter de l'arrivée au pouvoir récente de Al-Mundhir III ibn al-Harith parmi les Ghassanides. Toutefois, le nouveau souverain repousse l'envahisseur. Il demande ensuite à Justin II le versement du tribut qui garantit leur alliance mais il essuie un refus. L'empereur cherche probablement à réduire les dépenses impériales mais peut-être aussi à limiter la dépendance militaire de l'Empire à cet allié fortement autonome. Il aurait d'ailleurs commandité sans succès le meurtre du roi ghassanide après que celui-ci a exigé le versement de l'or. Quoi qu'il en soit, cette décision contribue à la déstabilisation du front oriental et attise la conflictualité byzantino-sassanide. Finalement, en 575, sous l'impulsion du général Justinien, l'alliance avec les Ghassanides est rétablie.

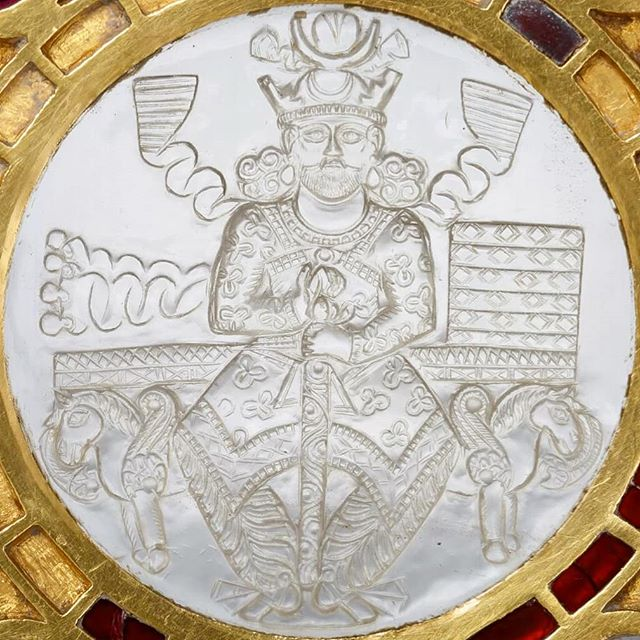
Plat en argent représentant Khosro Ier, conservé au Département des Monnaies, médailles et antiques de la Bibliothèque nationale de France.

En parallèle, Sassanides et Byzantins mènent une lutte d'influence dans différentes périphéries de leurs empires. Ainsi, au sud de la mer Rouge, le royaume d'Aksoum d'Ethiopie se dispute la suprématie régionale avec le royaume d'Himyar dans l'actuel Yémen. Alors que les Byzantins ont soutenu les prétentions expansionnistes des Aksoumites, les Himyarites tentent de les retourner en leur faveur. Cependant, Justin II aurait éconduit le roi Sayf ibn Dhi Yazan. Face à cet échec, les Himyarites se tournent vers les Sassanides qui leur offrent leur aide et leur permettent de recouvrer leur indépendance. Pour Justin, c'est une violation du traité de 562 alors que les Sassanides estiment que c'est une réaction au rapprochement entre les Byzantins et les Göktürks. En effet, Justin II est particulièrement intéressé par l'alliance avec cette puissance de l'Asie centrale concurrente des Sassanides et qui vient d'essuyer un refus dans la recherche d'un accord commercial pour la vente de la soie. En 568-569, une ambassade turque se rend à Constantinople pour proposer une alliance contre les Perses mais aussi contre les Avars perçus par les Göktürks comme un peuple vassal. Justin y répond par l'envoi d'un ambassadeur, Zemarchus, en Sogdiane, qui participe à un raid des Göktürks contre les Sassanides avant de revenir en terres byzantines, probablement vers 571,,. Dans l'ensemble, cet essai d'alliance n'amène que peu de résultats concrets, si ce n'est possiblement d'inciter Justin à une certaine témérité, à la fois contre les Avars et les Sassanidess.

#### Une guerre difficile (572-578)
Cette rivalité croissante, qui s'exprime donc de diverses manières, contribue à attiser des tensions qui culminent en 572 avec la fin du versement du tribut aux Sassanides,. Il s'ensuit une longue guerre dont l'enjeu est surtout les provinces arméniennes où l'empire recrute la majorité de ses mercenaires et où les chrétiens sont obligés de se convertir de force au zoroastrisme imposé par Khosro,. En effet, l'essentiel de l'Arménie est alors sous domination sassanide et Khosro tente de renforcer l'emprise de son empire sur cette province périphérique et potentiellement hostile. Face à cette politique de plus en plus répressive, les Arméniens finissent par se révolter, ce qui contribue également à expliquer l'implication des Byzantins dans le conflit puisque des contacts sont attestés entre les princes arméniens et l'empereur byzantin dès 570,.
S'étant proclamé protecteur des chrétiens, Justin nomme son cousin, Marcien, magister militum per Orientem, le chargeant de venir au secours des Arméniens qui ont assassiné le gouverneur sassanide en 572. Toutefois, il ne peut prendre l'offensive cette année-là. Il n'entre en Mésopotamie que l'année suivante et met le siège devant Nisibis (aujourd’hui Nusaybin en Turquie), une cité perdue par l'Empire romain en 363. La réaction perse est immédiate et sur deux fronts : une armée sassanide envahit la Syrie, Apamée est mise à sac par Adarmahan, et plusieurs milliers de prisonniers sont déportés pour être livrés au khan des Turcs dont Khosro Ier espère se faire un allié. Une autre force perse vient alors délivrer Nisibis, puis se dirige vers la forteresse de Dara, principale place forte byzantine sur la frontière perse, qu'elle conquiert le 15 novembre 573,,,,.
Sur le front arménien, les Byzantins sont représentés par Justinien qui apporte son concours aux rebelles arméniens. Les Byzantins les aident notamment à reprendre Dvin dès 572. Grâce à ce succès et à l'appui des Ibères, qui s'allient aux Arméniens, les Byzantins prennent le dessus dans le Caucase et peuvent menacer l'Aghbanie, terre traditionnellement sous influence perse. Toutefois, Justinien est vite rappelé du fait de frictions avec les Arméniens, liées possiblement à la destruction d'une église à Dvin. Il est remplacé par Jean, tandis que Khosro envoie des renforts reprendre du terrain dans la région caucasienne qui échappe alors largement au contrôle des Sassanides.
Les dernières années du règne de Justin II voient son influence s'effacer sur le cours des événements. C'est principalement Tibère qui prend les grandes décisions stratégiques. Aux cotés de Sophie, il reçoit une ambassade perse tandis qu'il s'efforce de recruter des troupes et repositionne Justinien comme maître des milices pour l'ensemble du front oriental au cours de l'année 574. Les négociations finissent par aboutir à une trêve de cinq ans, assortie d'un important tribu de 30 000 nomismata à la charge des Byzantins, celui-là même auquel Justin a essayé d'échapper. En Transcaucasie, les combats continuent entre 575-576, matérialisés par l'échec de la perspective d'alliance avec les Göktürks, lesquels attaquent même une position byzantine en Crimée en 576. La même année, les Sassanides prennent Mélitène et Sébastée mais sont repoussés par Justinien, au prix de lourdes pertes. Alors qu'il tente à son tour de pénétrer en terres sassanides, il est vaincu en 577 dans l'Atropatène et remplacé par Maurice, un proche de Tibère. C'est finalement l'accession à l'Empire de ce dernier qui s'accompagne de l'ouverture de nouvelles négociations.

## Les dernières années

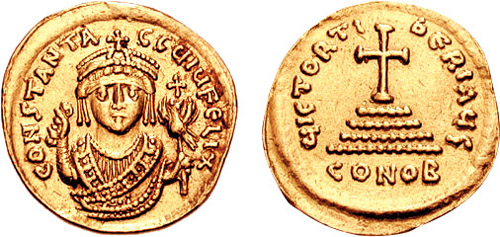
Solidus d'or de Tibère II, ne mentionnant que son nom d'emprunt, Constantin, en évocation à Constantin le Grand.

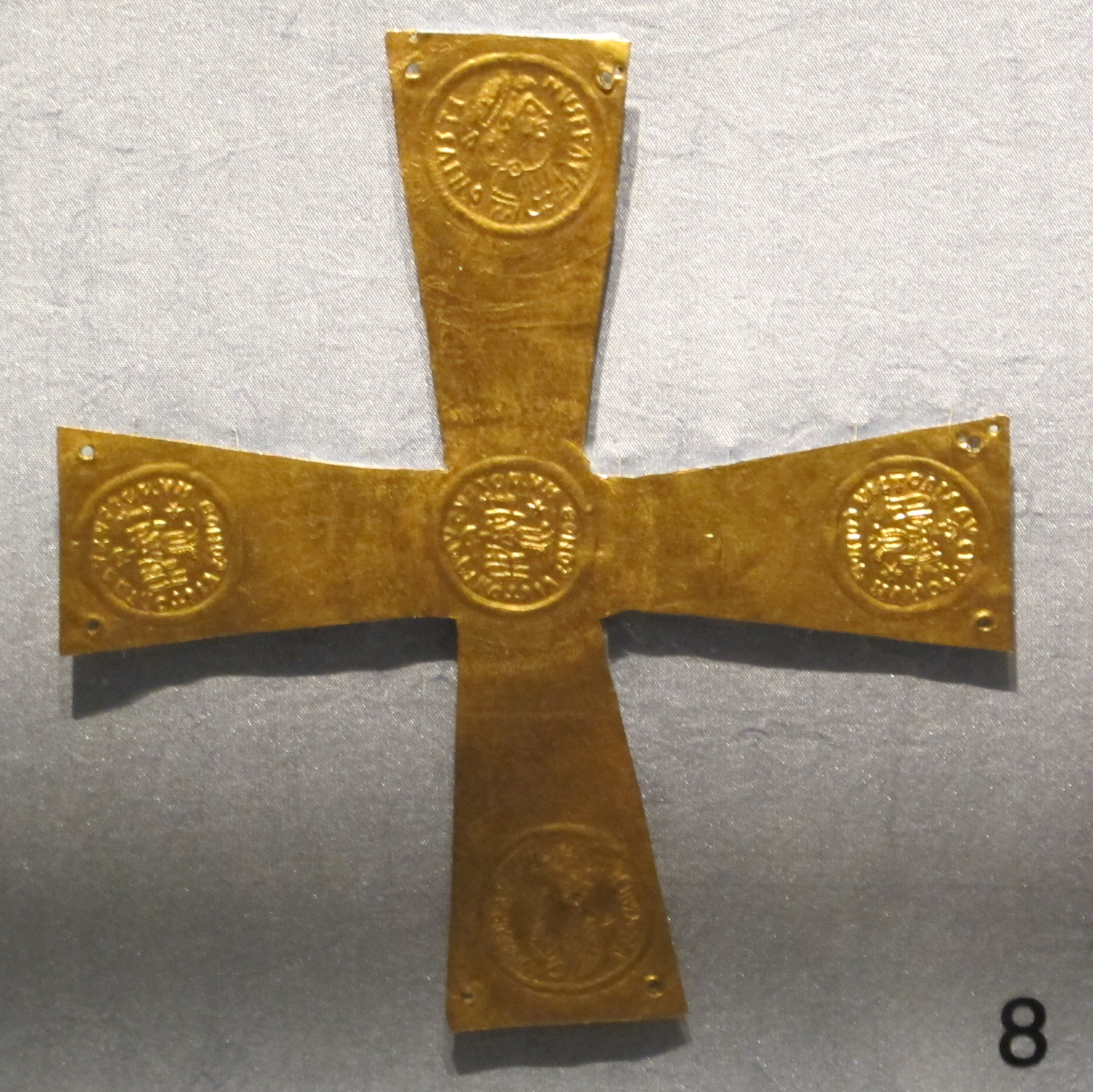
Croix funéraire lombarde découverte à Novare. Cet objet d'art lombard est décoré de motifs issus de pièces en or à l'effigie probable de Justin II et de la personnification de la Victoire, souvent représentée sur les pièces byzantines d'alors.

Les difficultés de l'armée byzantine face aux Sassanides, qui culminent avec la prise de Dara, sont souvent associées à la folie qui frappe Justin II à partir de 574, même si d'autres événements comme la défaite de Tibère contre les Avars sont aussi cités. Quoi qu'il en soit, l'empereur connaît une nette dégradation de sa santé mentale, déjà vacillante. En 573, il est ainsi pris d'une vive colère contre son frère Baduaire, avant d'être poussé par sa femme à la réconciliation. Selon Jean d'Éphèse, son plus grand plaisir dans ses périodes paisibles est d'être promené à travers ses appartements dans une voiturette conduite par ses gardiens. Il a également des moments de rare violence où il pouvait s'en prendre physiquement à quiconque l'approchait ou tenter de se jeter par les fenêtres du palais qui doivent être munies de barres,.
Des historiens et des chercheurs ont suggéré plusieurs hypothèses pour expliquer cette maladie qui frappe l'empereur. Si des signes avant-coureurs semblent témoigner d'une personnalité colérique et instable, d'autres descriptions des chroniqueurs plaident plutôt pour une personnalité équilibrée. Pour Harry Turtledove, dès 569, Justin présente des faiblesses psychiques qui pourraient avoir été accrues par le stress et les difficultés rencontrées par un Empire qui tend à s'affaiblir. Sur un plan médical, en s'appuyant sur les sources anciennes, Jerome Kroll et Bernard Bachrach notent des hallucinations, une tendance à la paranoïa, des accès de violence puisqu'il aurait mordu le patriarche à une occasion, des tendances dépressives et suicidaires et un affaiblissement physique généralisé. Pour ces chercheurs, la schizophrénie est une explication possible mais peu plausible étant donnée l'apparition tardive et le fait que Justin connaît quelques épisodes de rémissions. Ils préfèrent l'hypothèse d'une hyperparathyroïdie qui semble correspondre aux symptômes connus, sans pouvoir avancer une quelconque certitude. Quoi qu'il en soit, ils rejettent l'idée que c'est la défaite contre les Perses ou les Avars qui est la cause unique du déclin psychique de l'empereur mais que celui-ci se déclare dans le contexte d'une maladie sous-jacente.
Le 7 décembre 574, Justin, dans un rare moment de lucidité et sur l'insistance de sa femme, fait proclamer Tibère comme césar et l'adopte comme son fils. Selon Théophylacte Simocatta, il aurait prononcé un discours d'intronisation devant les représentants du Sénat byzantin, de l'armée et du patriarche. Il est difficile de connaître la véracité des paroles rapportées mais il aurait prodigué des conseils à celui qui se présente déjà comme son successeur, tout en insistant sur ses propres erreurs à ne pas reproduire. Évagre le Scholastique rapporte un contenu similaire et Jean d'Éphèse cite surtout un texte qui s'apparente à un éloge de Justin. Toutefois, Tibère doit partager la régence avec l'influence toujours prégnante de Sophie. À partir de ce moment, Sophie et Tibère règnent à titre de régents jusqu'à la mort de Justin en 578. Tibère, nommé co-empereur quelques mois avant, lui succède alors sans difficulté sous le nom de Tibère II Constantin,,.
Justin II est enterré dans l'église des Saints-Apôtres de Constantinople, la nécropole impériale. Sa tombe est située dans le mausolée de Justinien. Selon Nicolas Mésaritès, son tombeau, en marbre vert, est situé près de celui de Justinien et orienté vers le nord.